# Ordem coríntia

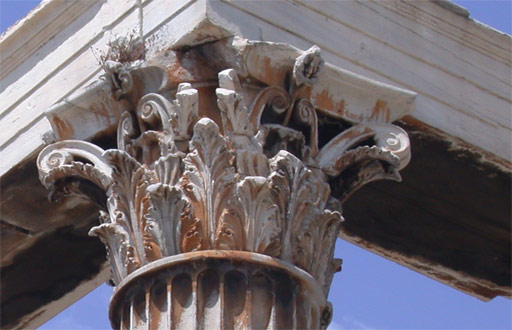
Capitel coríntio

A ordem coríntia começa a ser utilizada no século IV a. C. como uma evolução estilizada da ordem jónica. As suas proporções são, igualmente, esbeltas e elegantes, o fuste decorado com caneluras semicilíndricas, mas o capitel apresenta uma decoração exuberante com folhas de acanto, coroadas por volutas jónicas. O entablamento e o frontão também apresentam motivos decorativos. Esta ordem integra-se no espírito mais ornamentista que caracterizou o século IV a. C. e viria a ser muito apreciada pelos Romanos que a expandiram por todo o Império.

## Descrição de Vitrúvio
Vitrúvio descreve a ordem Coríntia como inventada por Calímaco, um arquiteto e escultor ateniense que se inspirou em um cesto de acantos. Nas palavras de Vitruvius, em seu Livro 4, Da Arquitetura:

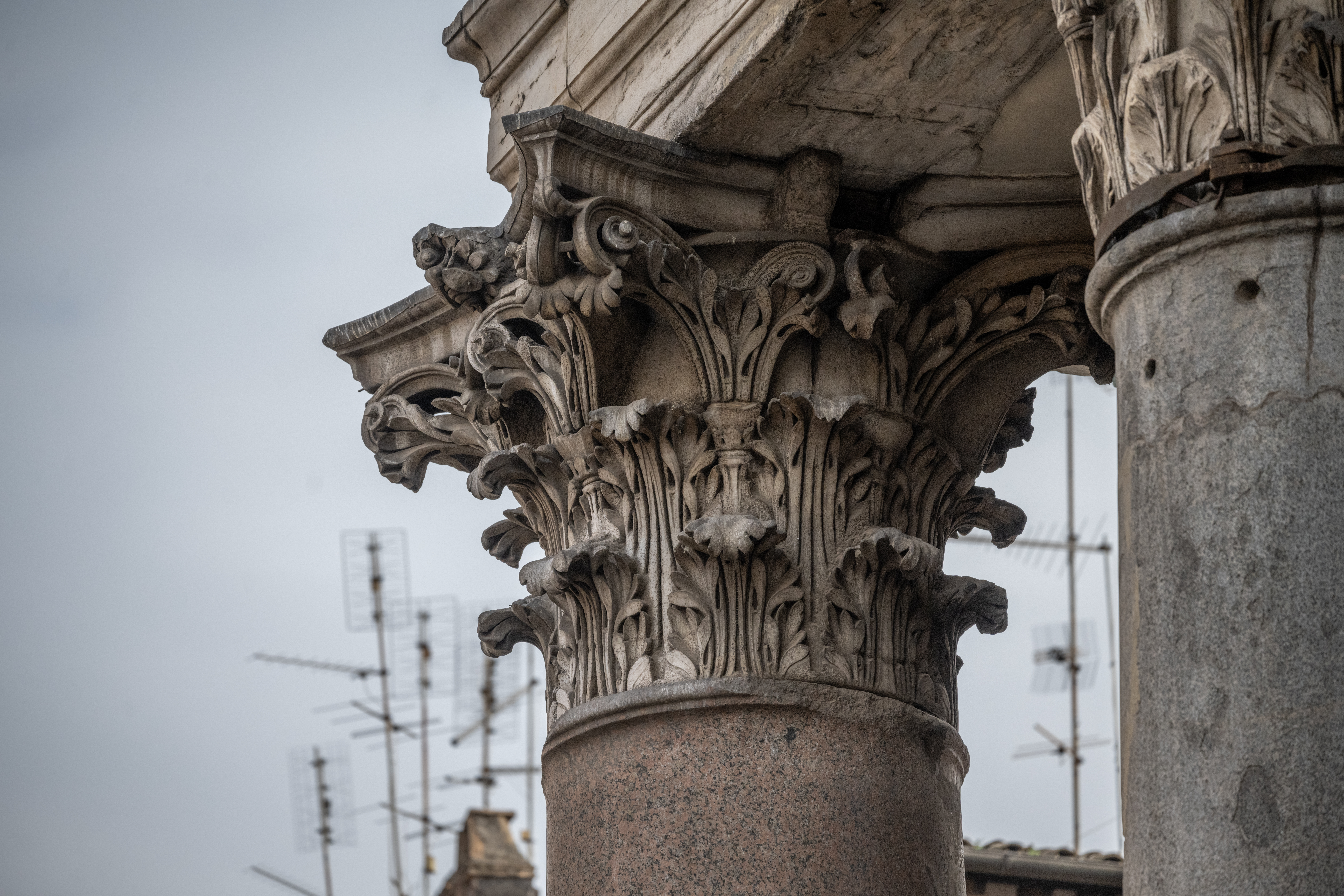
Capitel coríntio

“Por seu turno, o terceiro, que é chamado coríntio, procura reproduzir a delicadeza virginal, pois as donzelas, em razão da tenra idade, formadas por membros mais graciosos, produzem com seus adereços efeitos mais agradáveis. (...) Uma virgem de Corinto, mal chegada à idade núbil, acometida por uma enfermidade, faleceu. Após seu sepultamento, sua ama reuniu e dispôs num cesto as poucas coisas às quais ela se afeiçoara enquanto vivera. Levou-as a seu túmulo e as colocou sobre ele, e, para que elas se conservassem dia após dia, teceu por cima delas um pequeno teto. O cesto havia sido colocado casualmente sobre raízes de acanto, e, nesse ínterim, premidas por seu peso, verteram na primavera, folhagens e hastes em profusão. As hastes do acanto, crescendo ao longo das bordas do cesto e empurradas pela beira do teto, em razão do seu empuxo, foram forçadas acurvar suas extremidades. Calímaco, então, que em virtude da elegância e da graça de sua arte de trabalhar o mármore foi denominado pelos atenienses o príncipe dos artífices, passando perto desse monumento, reparou no cesto e na delicadeza da folhagem que medrava ao redor, e, encantado com a novidade das formas produzidas, executou para os coríntios colunas segundo esse modelo e instituiu suas proporções, e atribuiu as relações da ordem coríntia a partir daquilo que está presente na perfeição de suas obras”.— Vitrúvio

## Características
Sendo assim o formato do capitel coríntio sugere folhas de acanto e quatro espirais simétricas e foi usado para substituir o capitel jônico como uma variante luxuosa desta ordem.
Suas principais características:

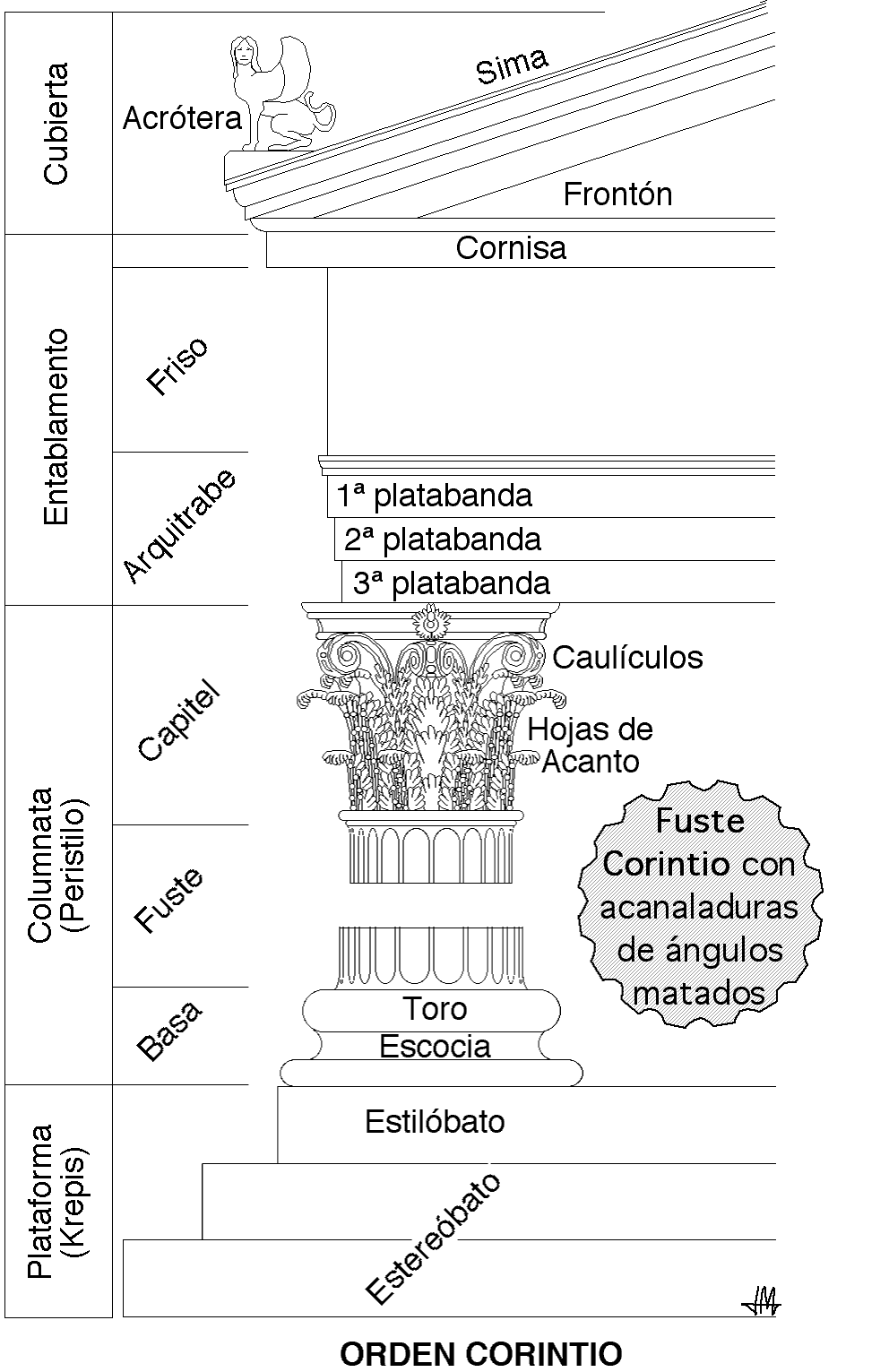

- Acantos estilizados, com pontas curvadas para fora, com 4 volutas menores nos cantos;
- Um fuste mais delgado do que o da ordem jônica;
- Mais esguia: com altura igual a até 11 vezes o diâmetro.
- O entablamento e o frontão, ricamente adornados com relíquias;
- Precisão de detalhes que visava a expressão de luxo e poder.

## Principais templos e monumentos

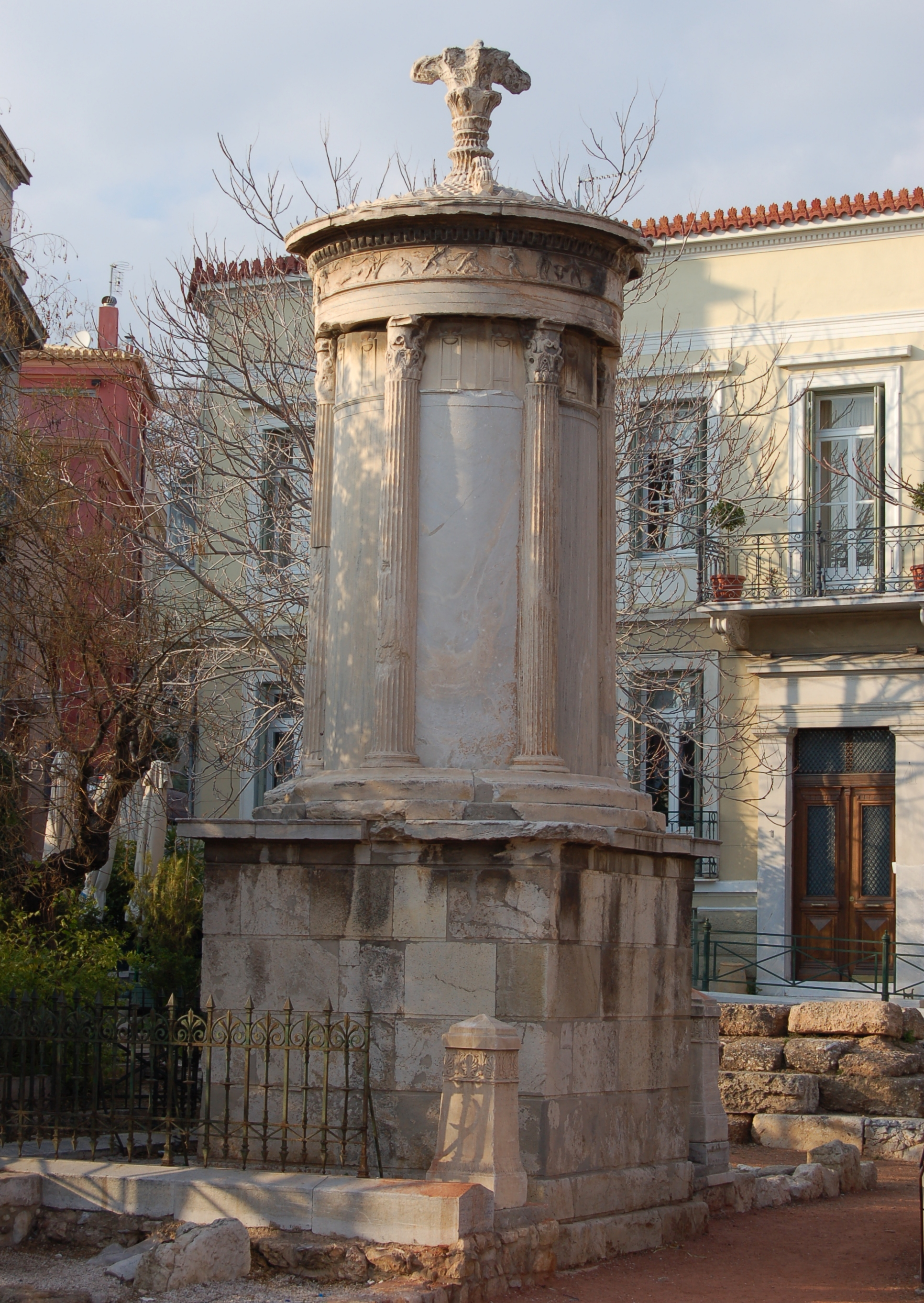
Monumento Corégico de Lisícrates

O mais antigo exemplo da coluna coríntia é o Templo de Apolo Epicúrio em Bassas na Arcádia, 450–420 AC. Não é parte da ordem do templo, que possui uma colunata Dórica que o contorna. Uma única coluna Coríntia localiza-se centrada no interior do templo. 

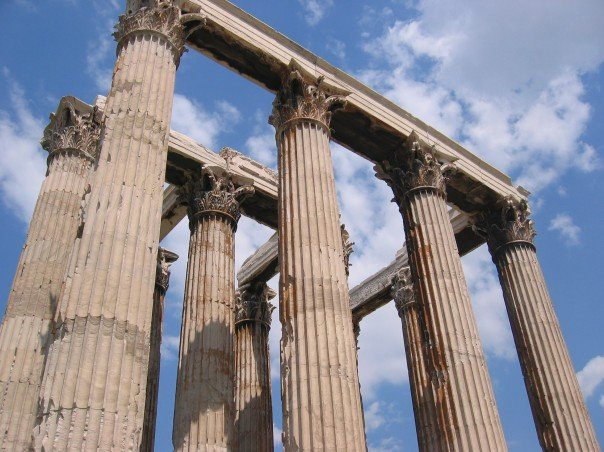
Capitel coríntio no Templo de Zeus

Poucos exemplos de colunas coríntias na Grécia durante o século seguinte são todos utilizados todos no interior dos templos. Um exemplo famoso e o primeiro documentado sobre o uso da ordem coríntia no exterior da estrutura é o circular Monumento Corégico de Lisícrates, construído em 334 AC.
Outro exemplo do uso da ordem, bastante conhecido, é o Templo de Zeus Olímpico, em Atenas.
Apesar da origem grega, a ordem Coríntia foi raramente utilizada na Arquitetura grega, sendo mais utilizada pela Arquitetura romana.

## Gallery

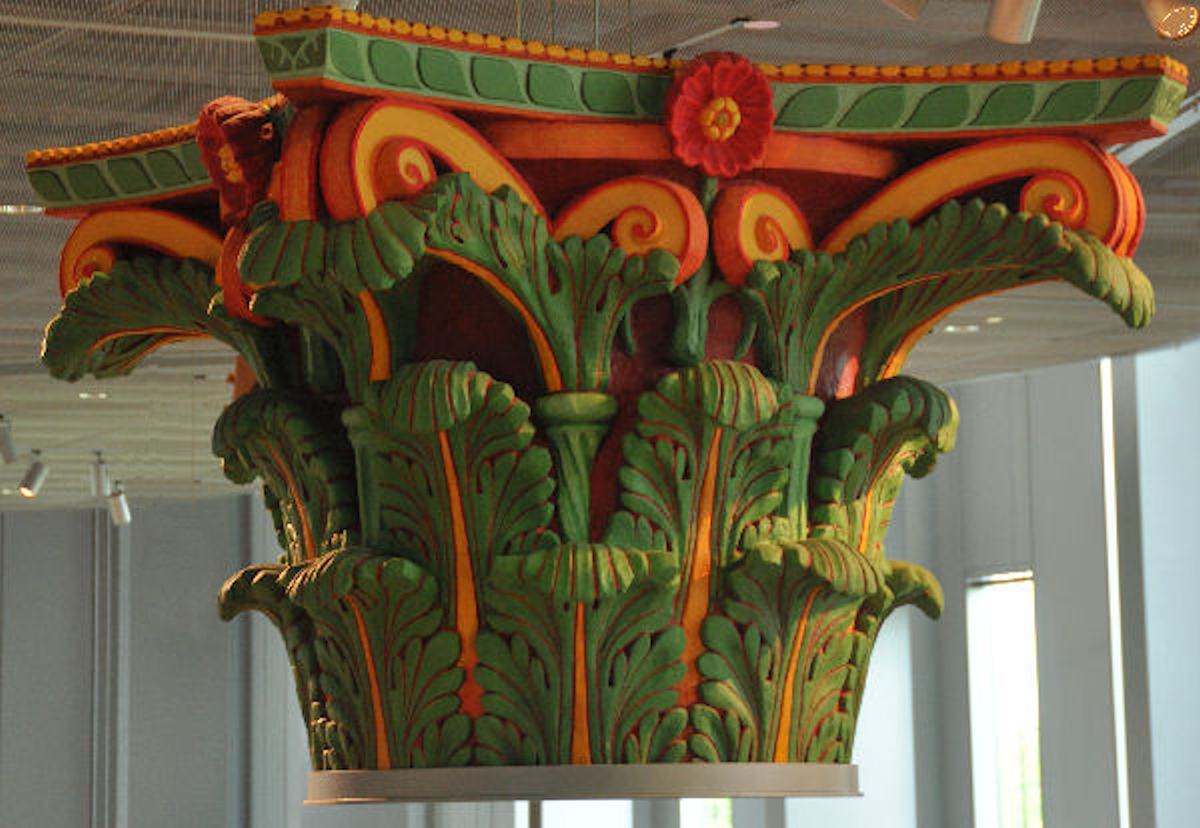
Capitel coríntio reconstruído, com cores originais
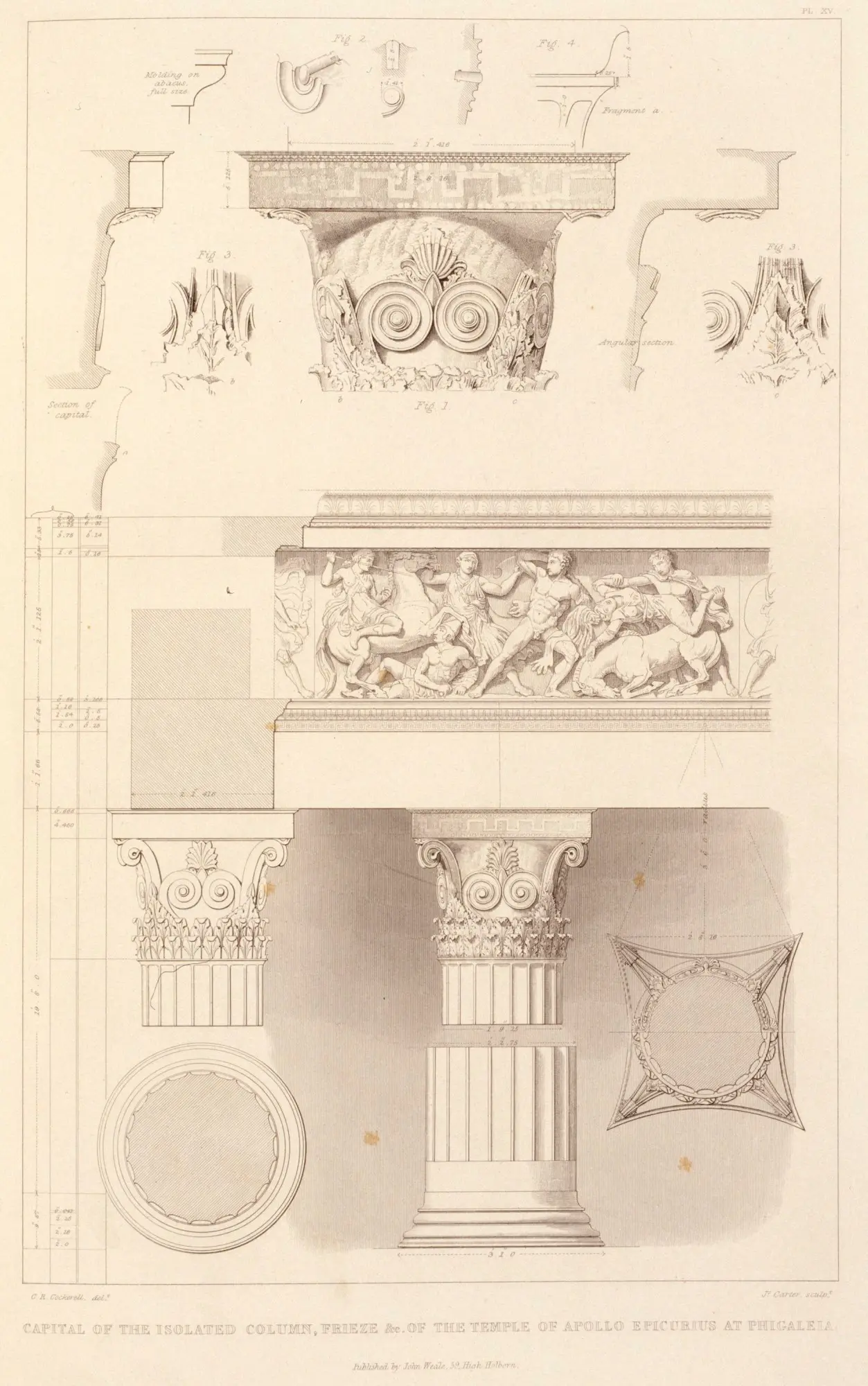
Grego antigo, Colunas coríntias no Templo de Apolo em Bassas, Bassas, Grécia, ilustração de Charles Robert Cockerell, arquiteto desconhecido, c. 429 -400 AC
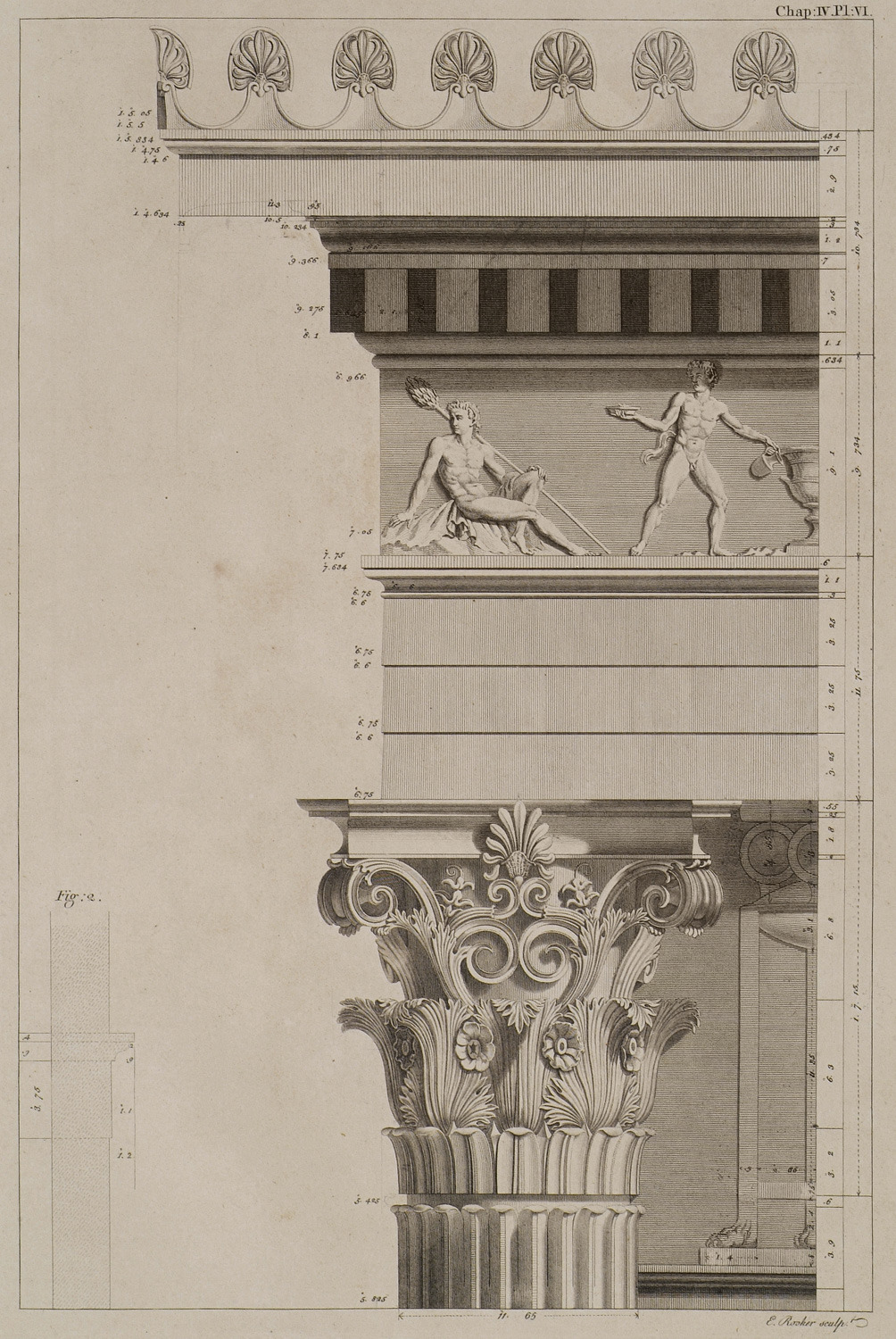
Ordem coríntia da Grécia Antiga do Monumento Corágico de Lisícrates, Atenas, c. 335 a.C.
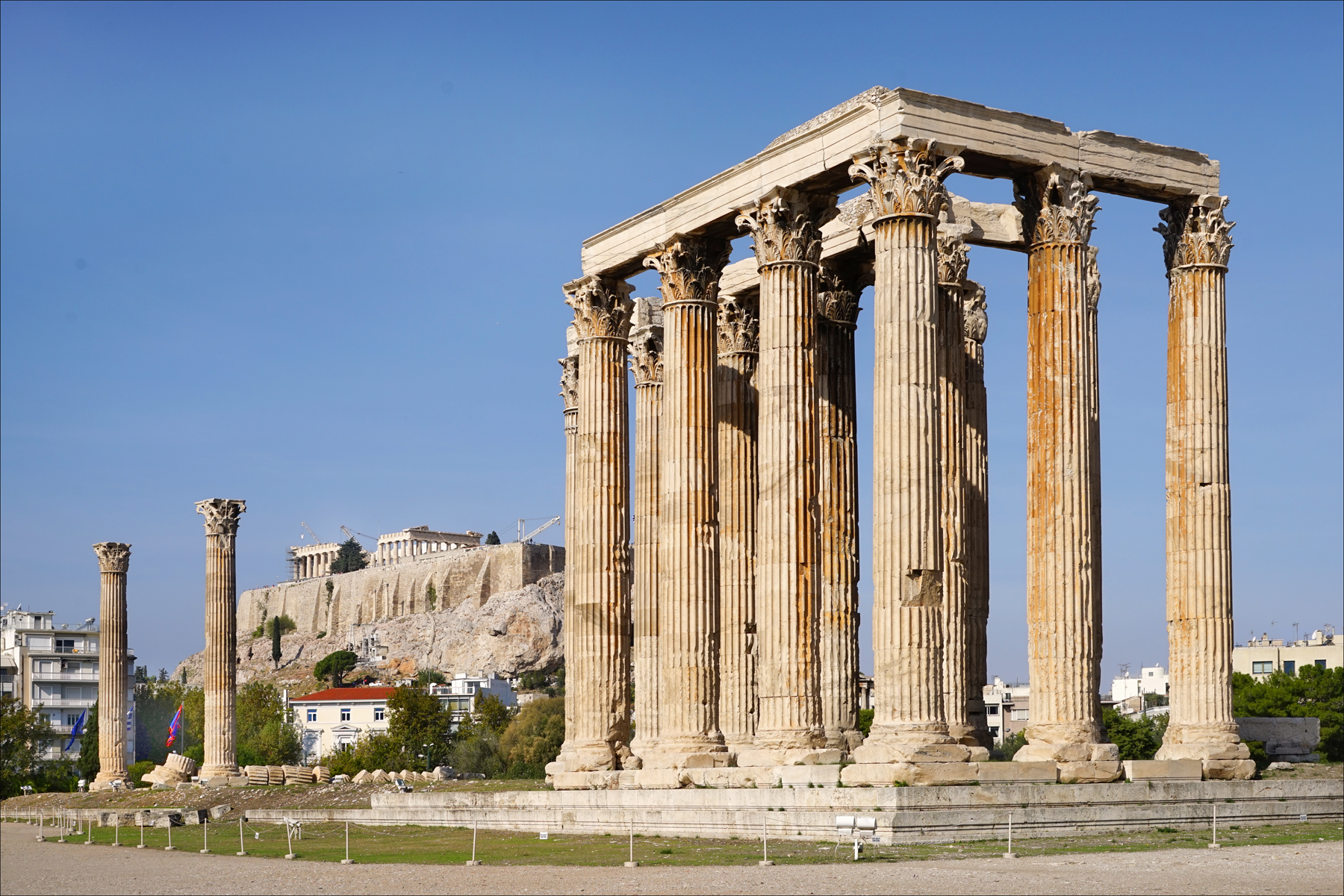
Romana Templo de Zeus Olímpico, Atenas, 174 a.C.-c. 130 d.C.
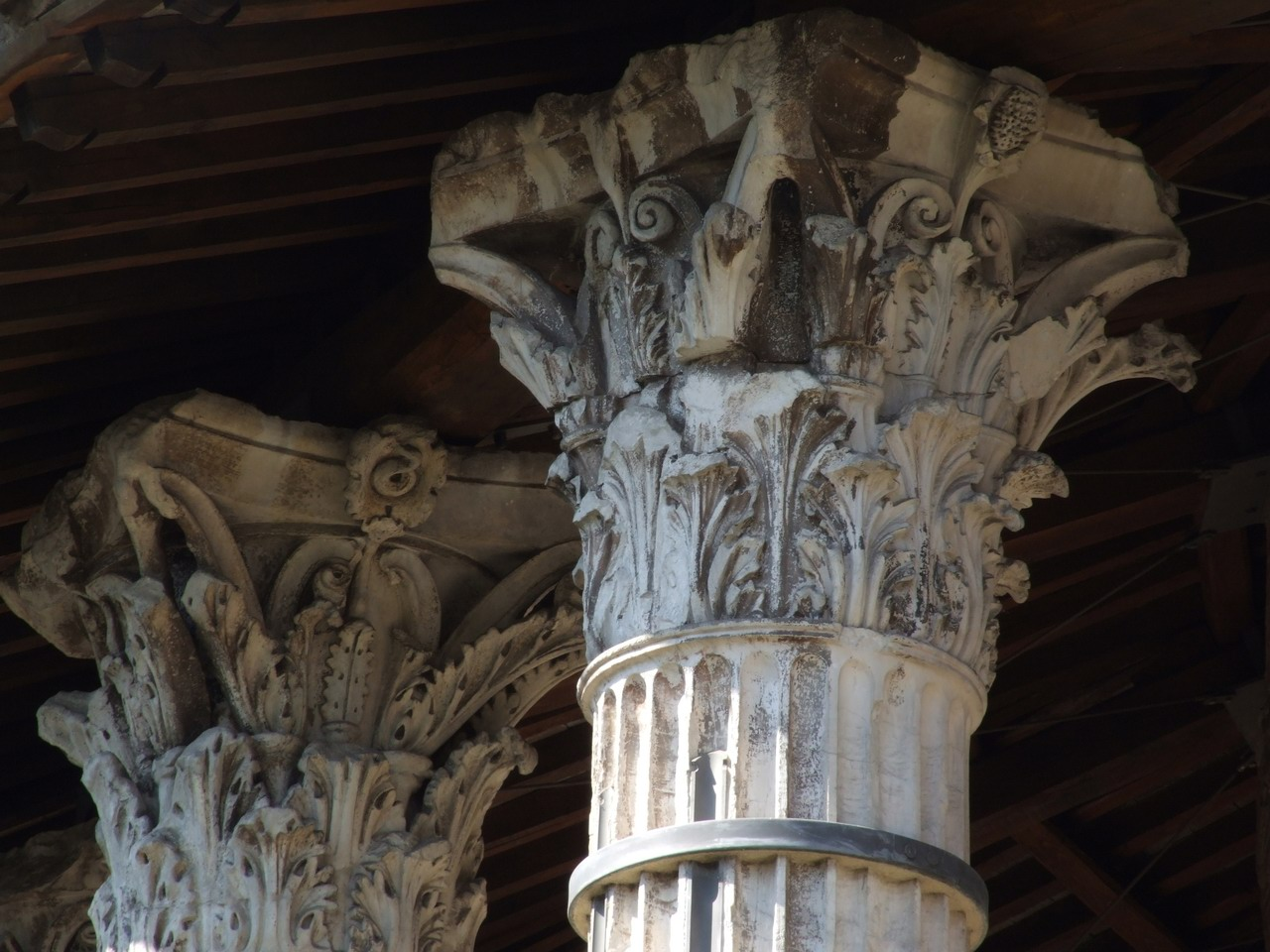
Capitais romanas coríntias no Templo de Hércules Victor, Roma, finais do século II a.C.
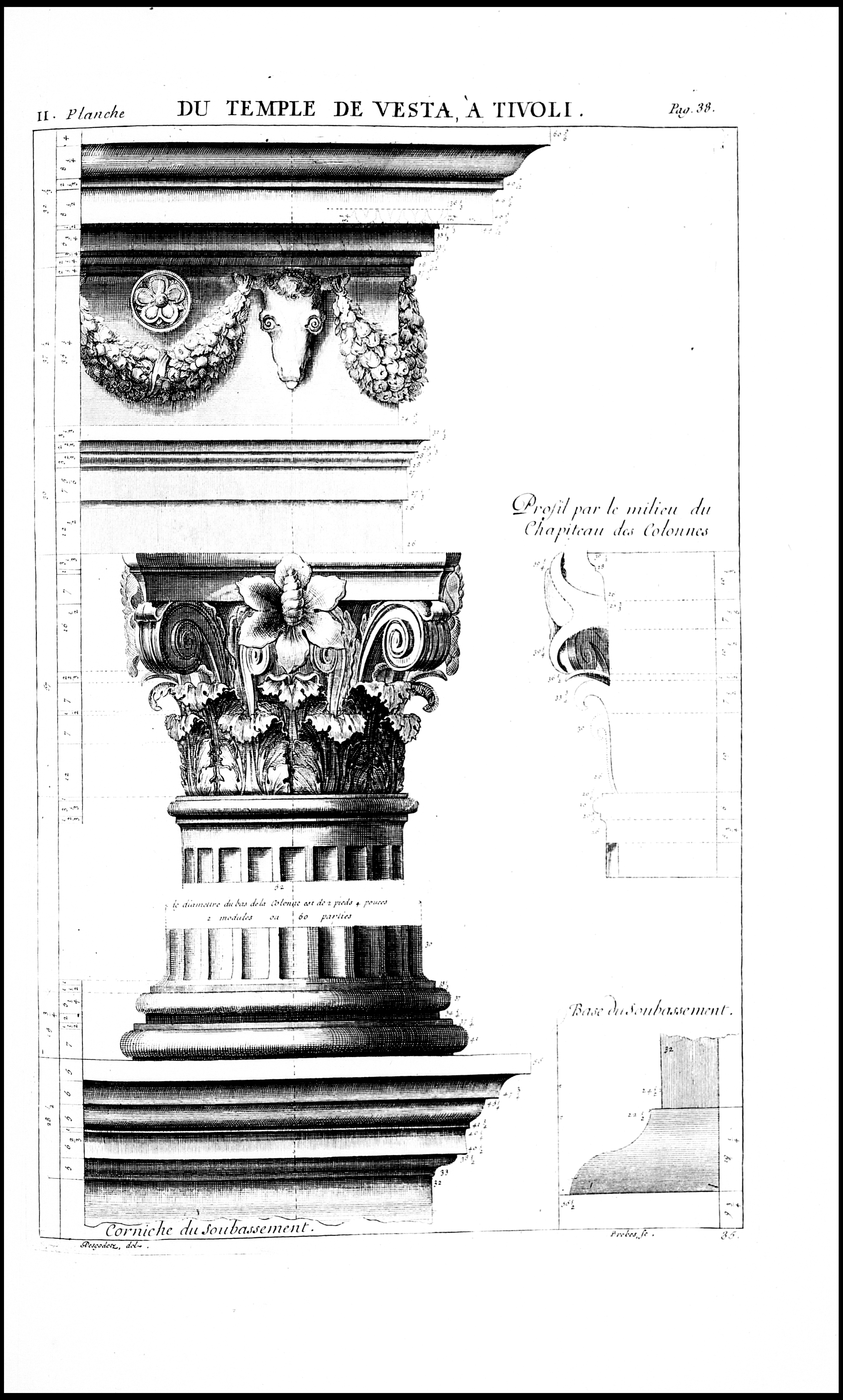
Capitel coríntia romana do Templo de Vesta, Tivoli, Itália, com uma grande fleuron (flor) no ábaco, provavelmente uma flor de hibisco estilizada com espiral pistilo, fileiras de acantos comprimidas e flautas quadradas no topo, em vez de arredondadas como numa coluna coríntia padrão, século I a.C.
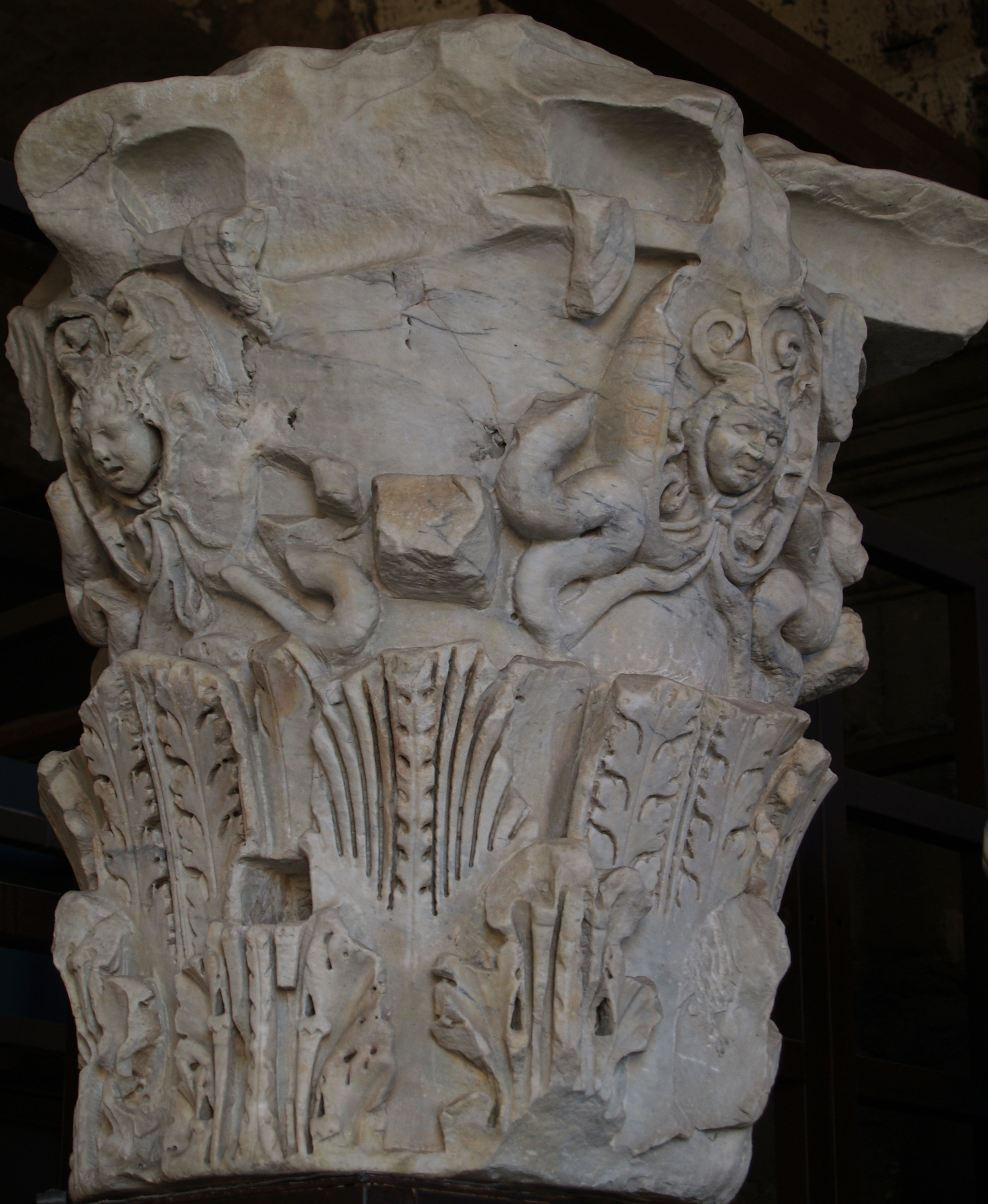
capitel coríntia romana com gorgoniões do Coliseu, Roma, 70-80 d.C.
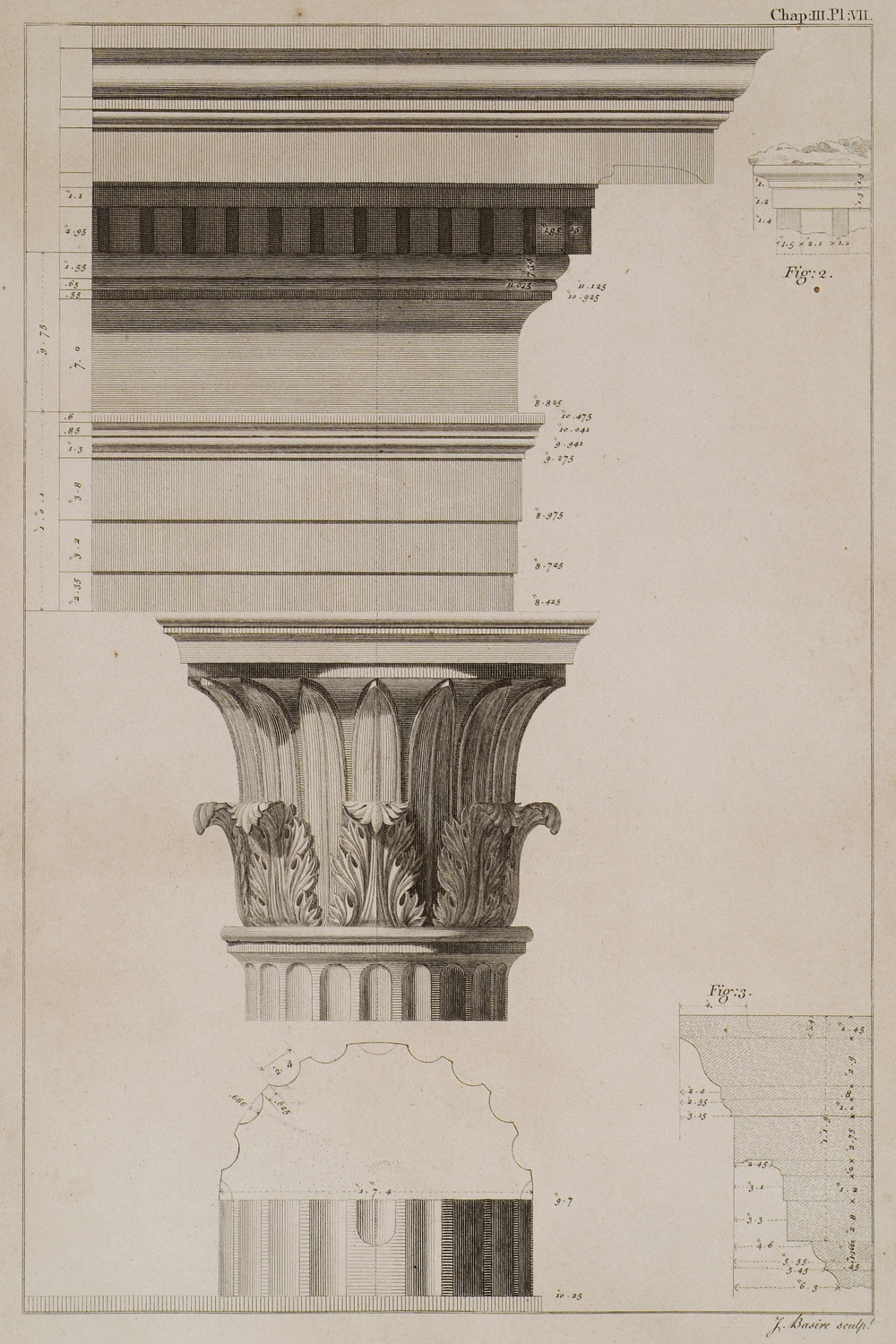
Antiga ordem coríntia grega da Torre dos Ventos, Atenas, c. 50 a.C.
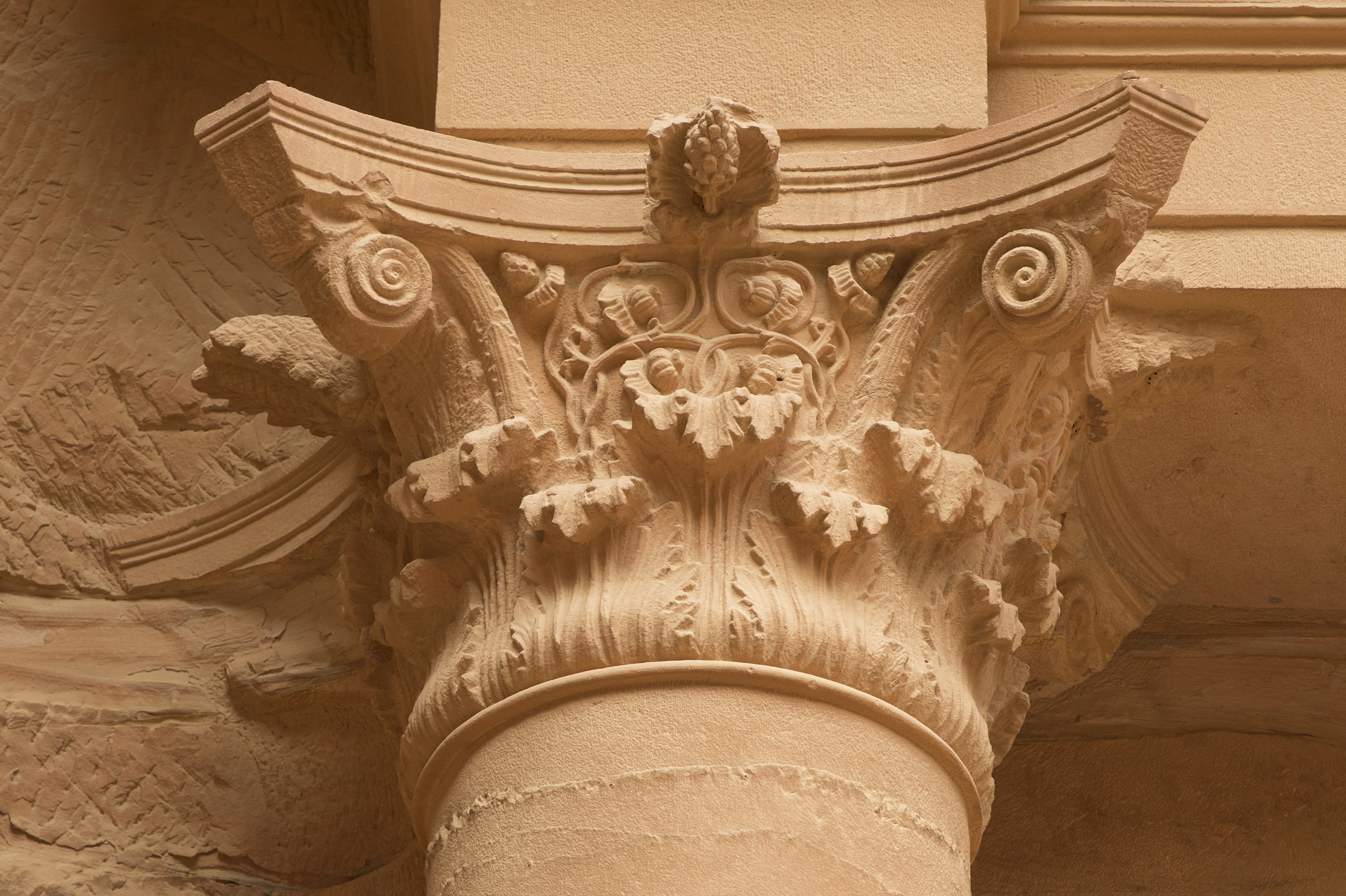
Capitel coríntia romana de Al-Khazneh, Petra, Jordânia, decorada com acantos e rinceaux, início do século I a.C.
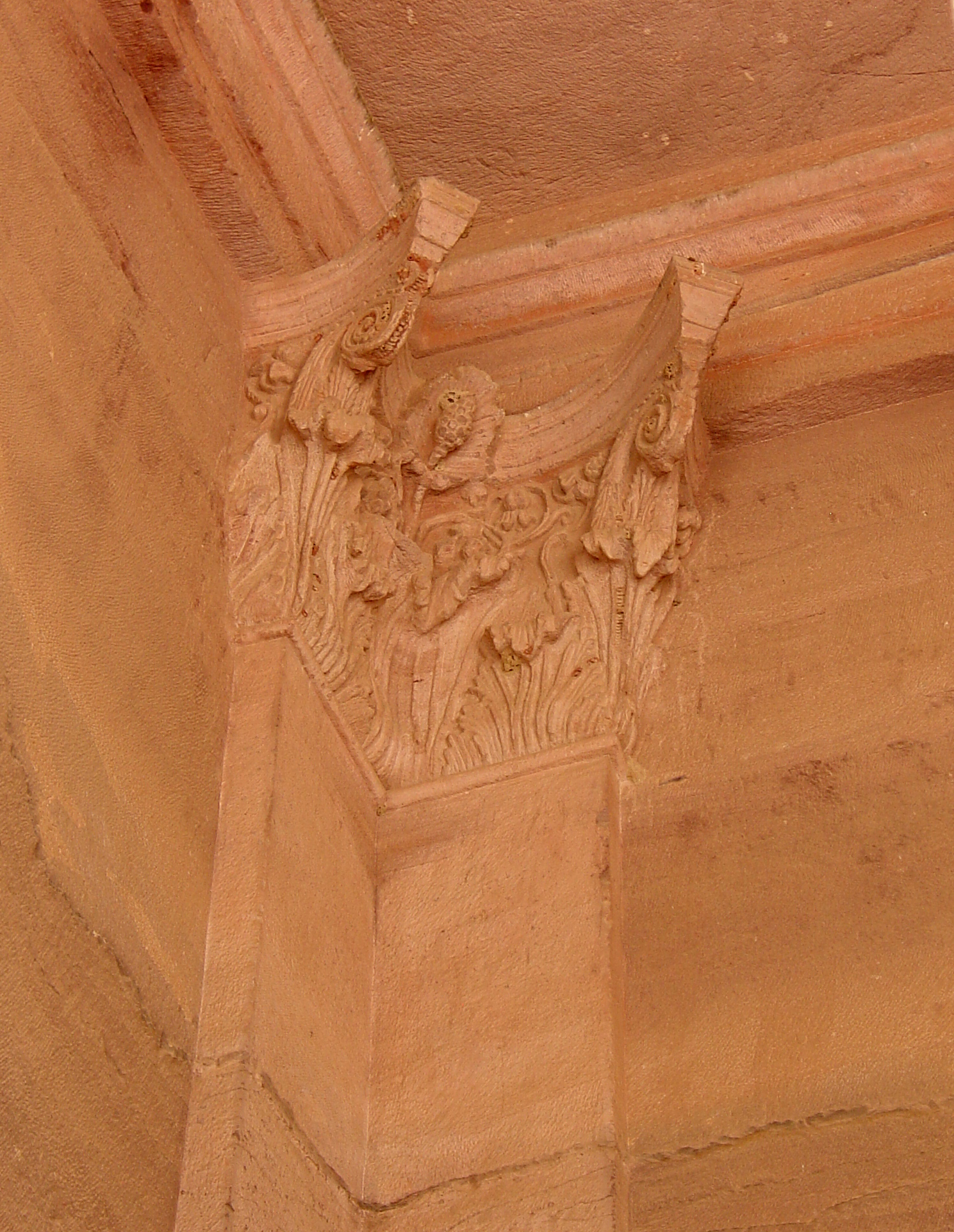
Pilastra coríntia romana num canto de Al-Khazneh
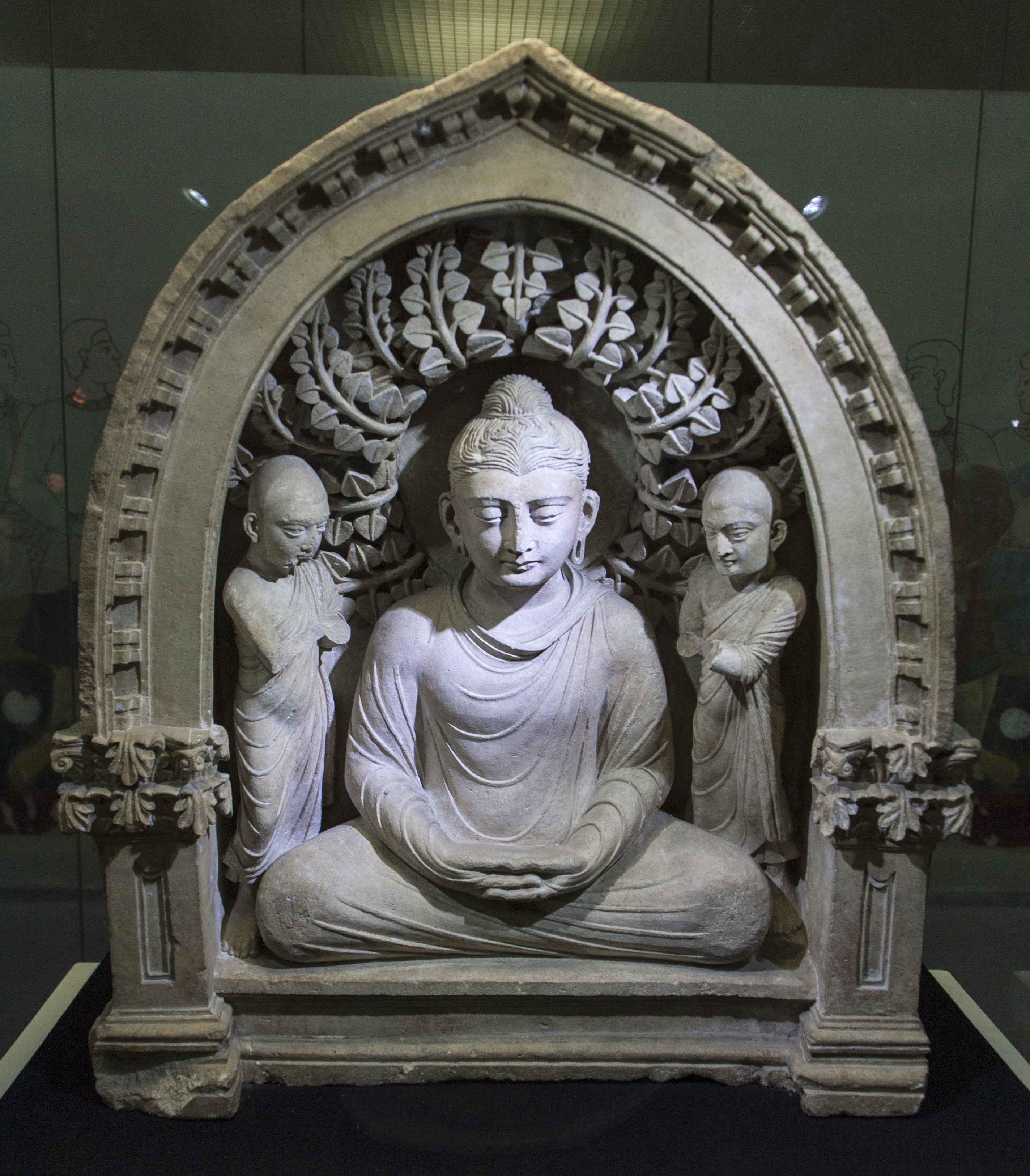
Grupo de Buda sentado entre dois monges, com duas pilastras quase coríntias que estão aqui por influência da cultura grega durante o período helenístico, séculos I-III, pedra, Museu Estatal de História do Uzbequistão
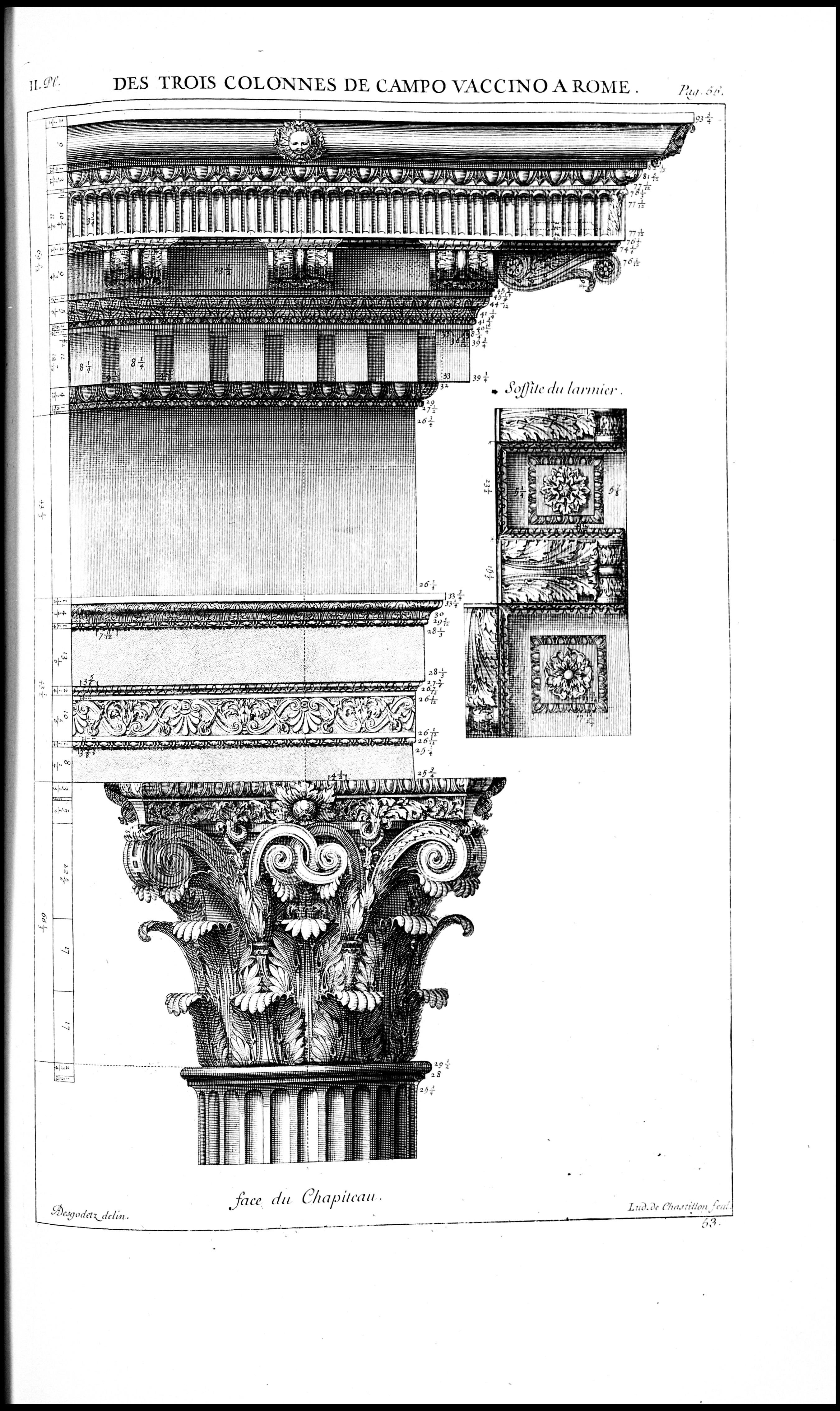
Capitel coríntia romana do Templo de Castor e Pólux, Roma, com hastes centrais entrelaçadas, séc. I
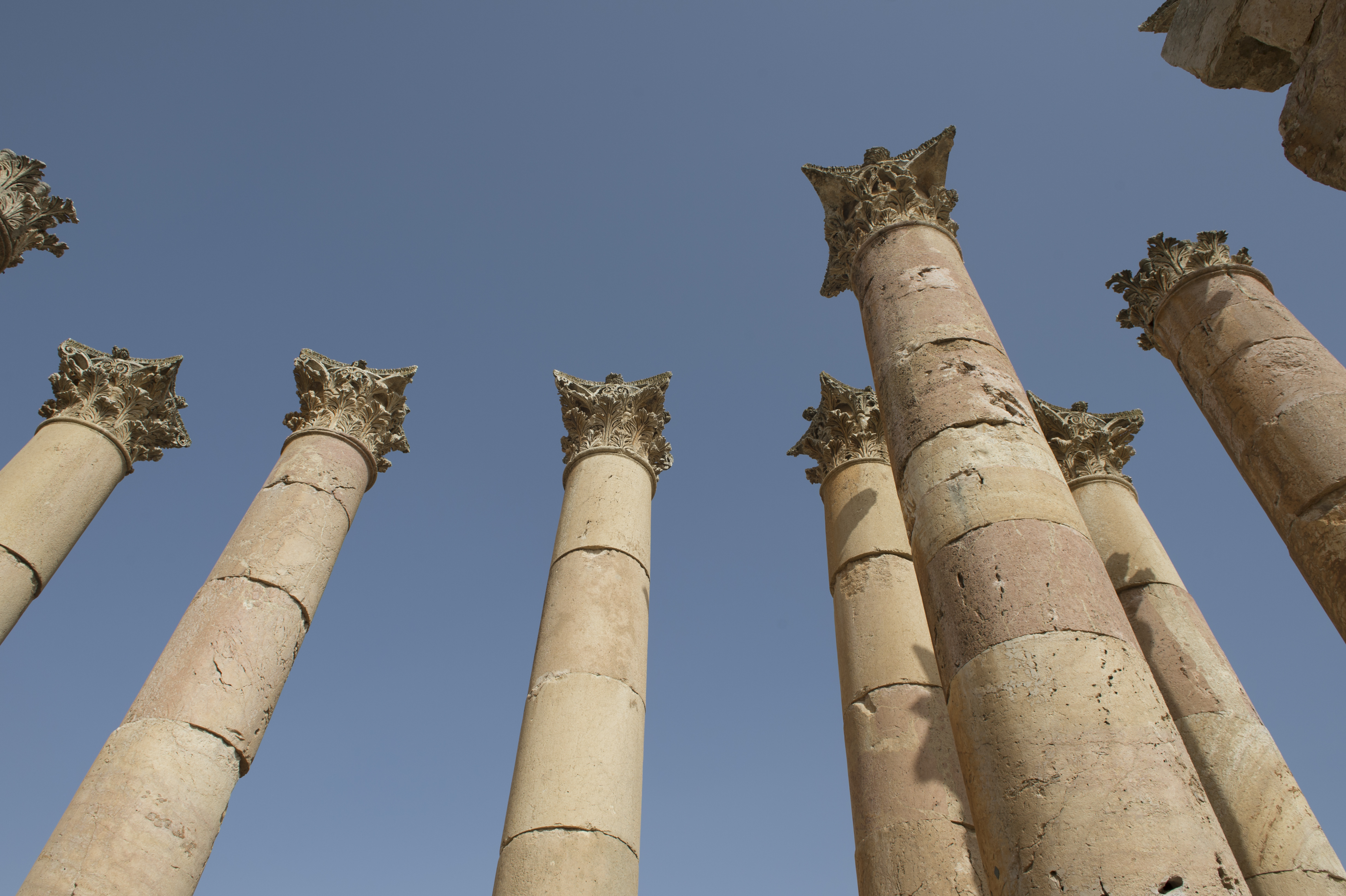
Colunas coríntias romanas do Templo de Ártemis, Gérasa, Jordânia, 150
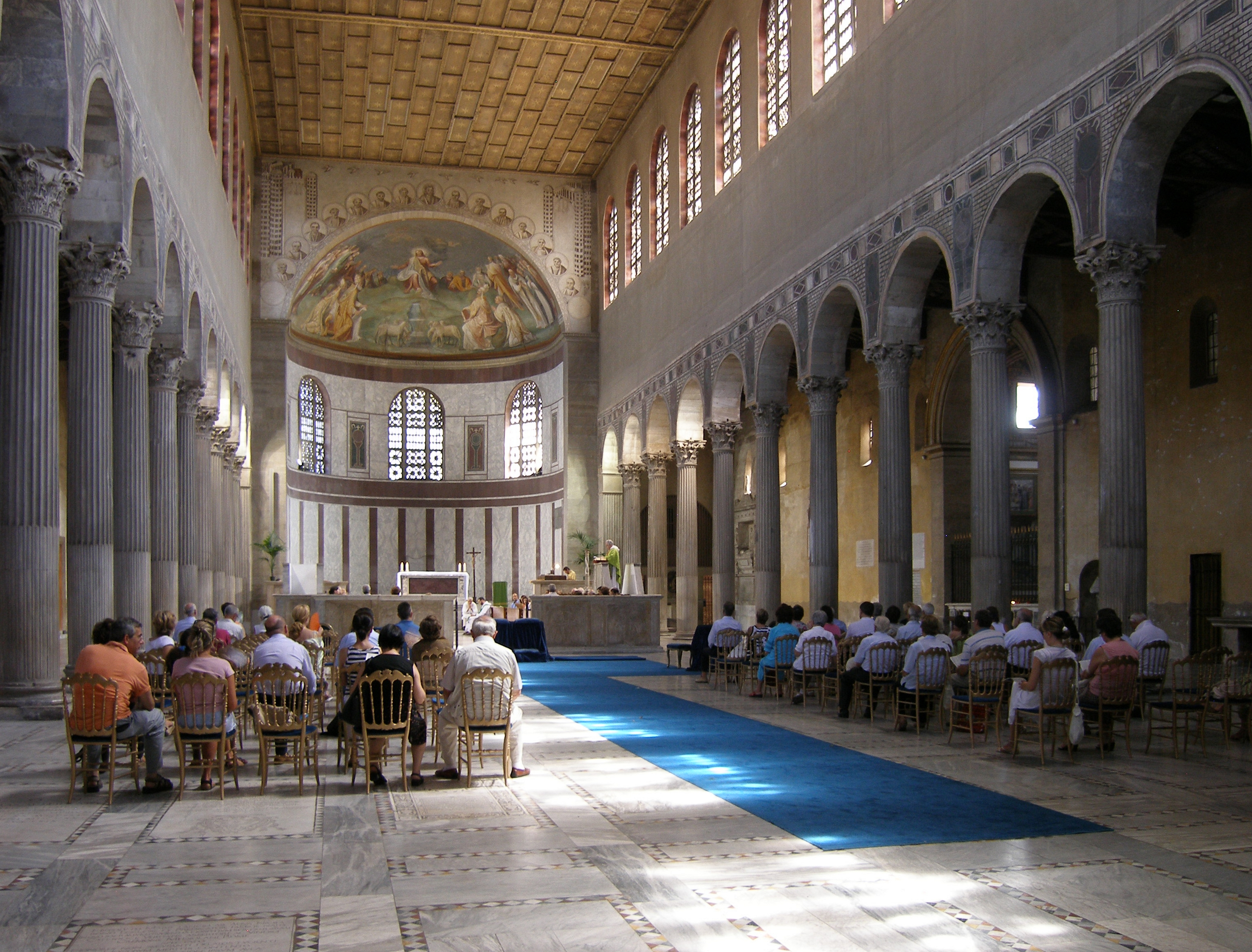
Interior da basílica Constantiniana de Santa Sabina, com spolia colunas coríntias do Templo de Juno Regina
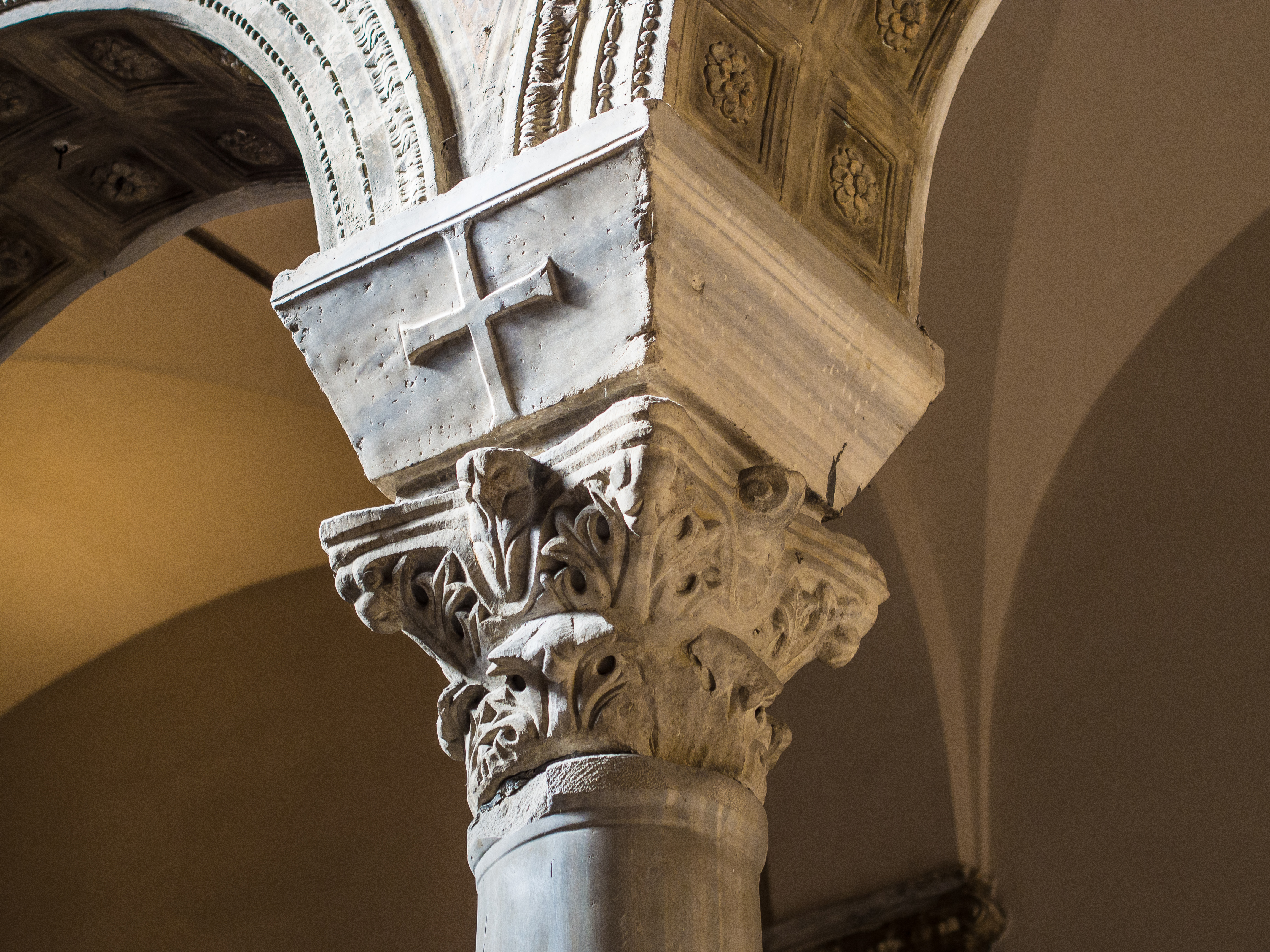
Bizantino capitel quase coríntia na Basílica de Santo Apolinário Novo ⋅, Ravena, Itália, século VI
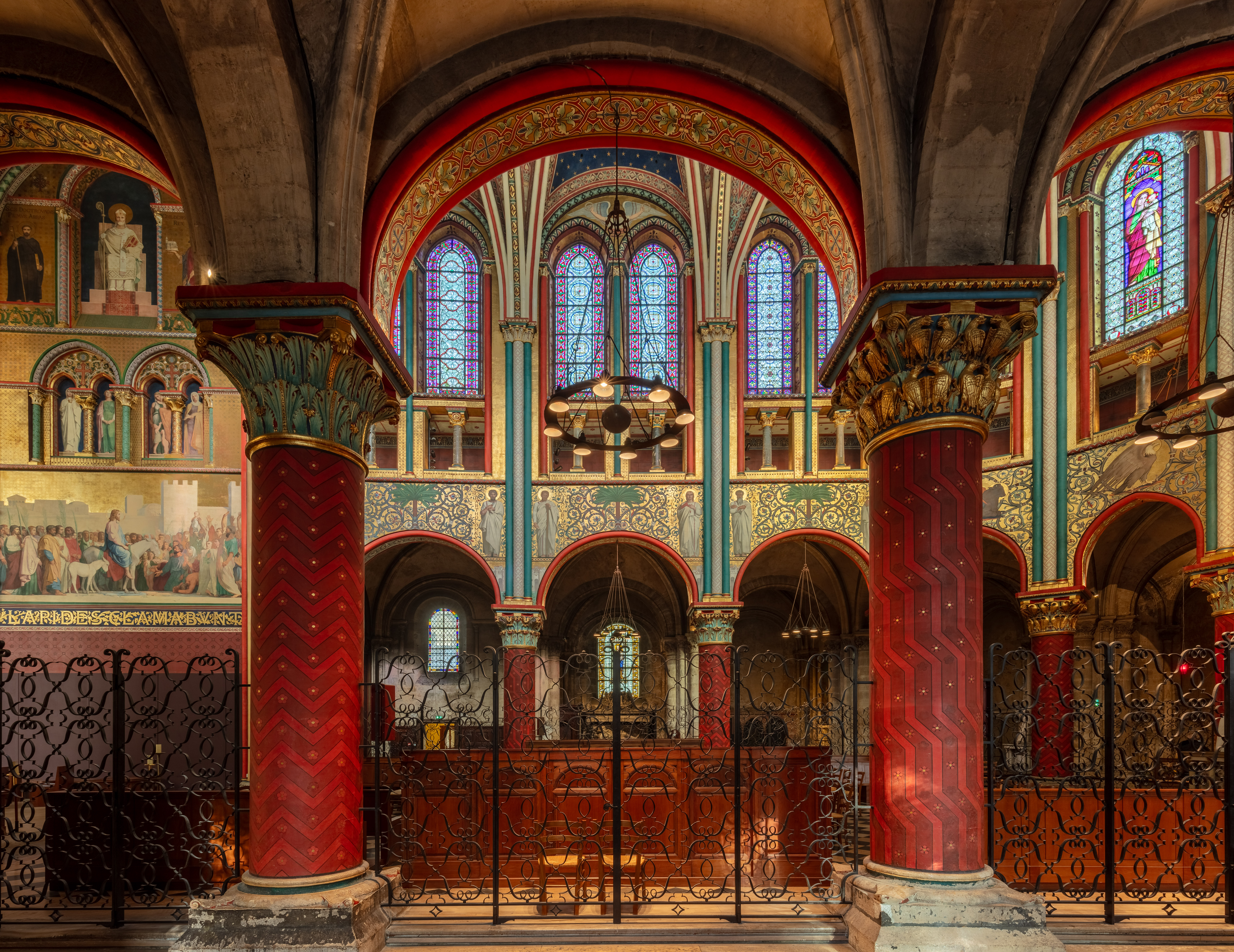
Arquitetura românica, colunas quase coríntias em Saint-Germain-des-Prés, Paris, século VIII, restaurada no século XIX com policromia original
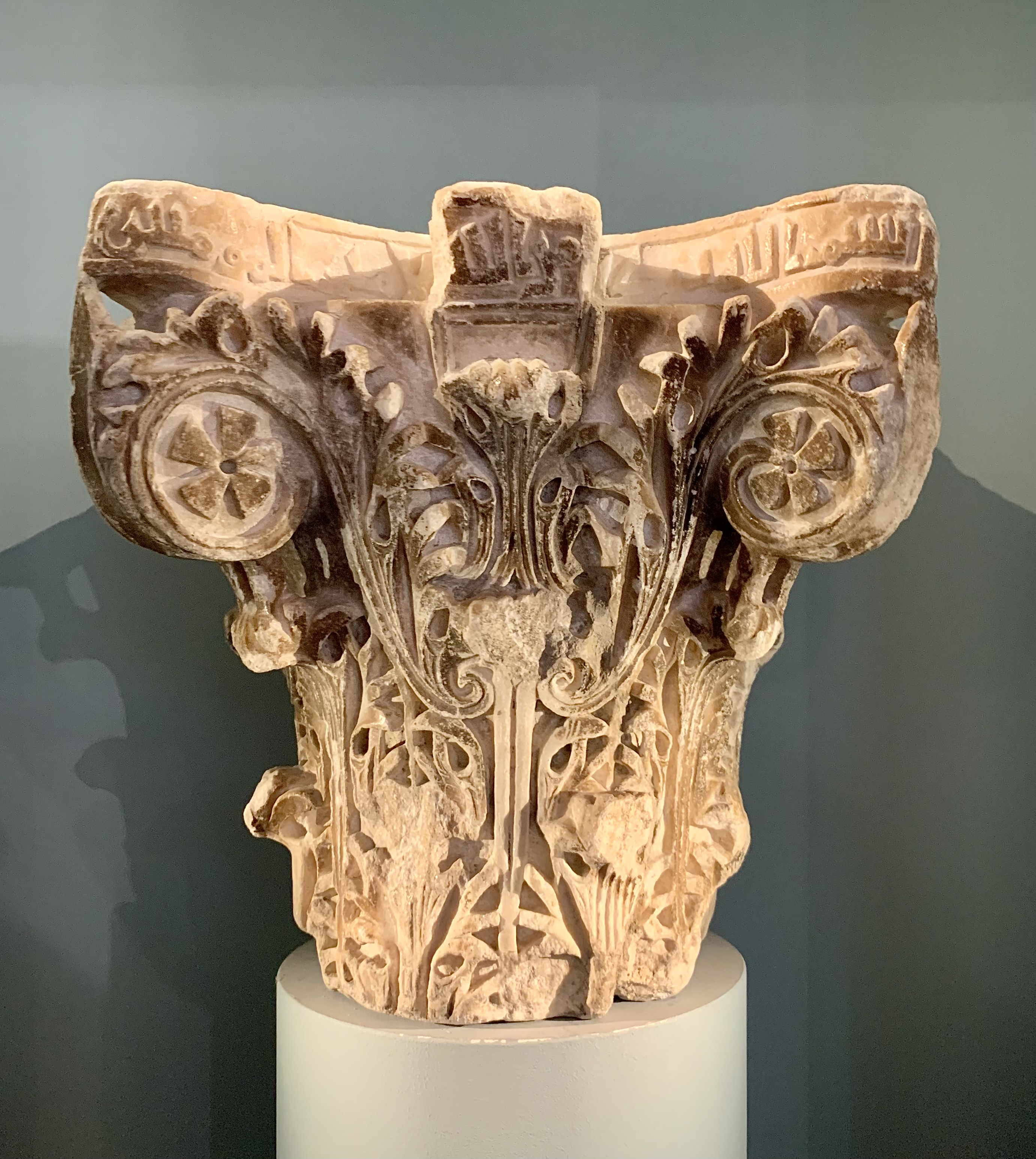
Islâmica capitel quase coríntia de Andaluzia (Madīnat az-Zahrā'), atual Espanha, meados do século X, mármore, Museu Pergamon, Berlim
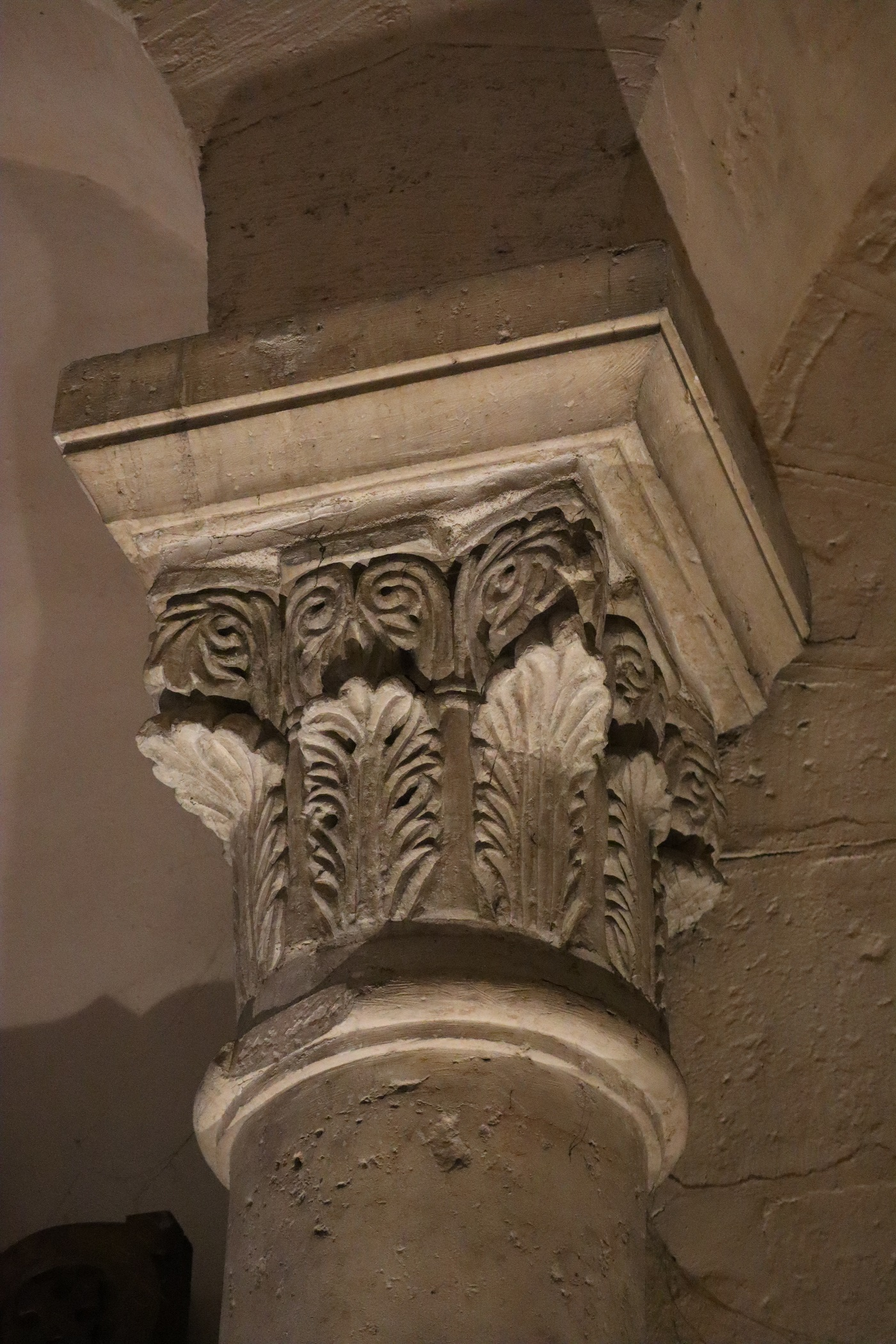
Capitel românica quase coríntia, Igreja de São Filiberto, Tournus, França, c.1008 a meados do século XI
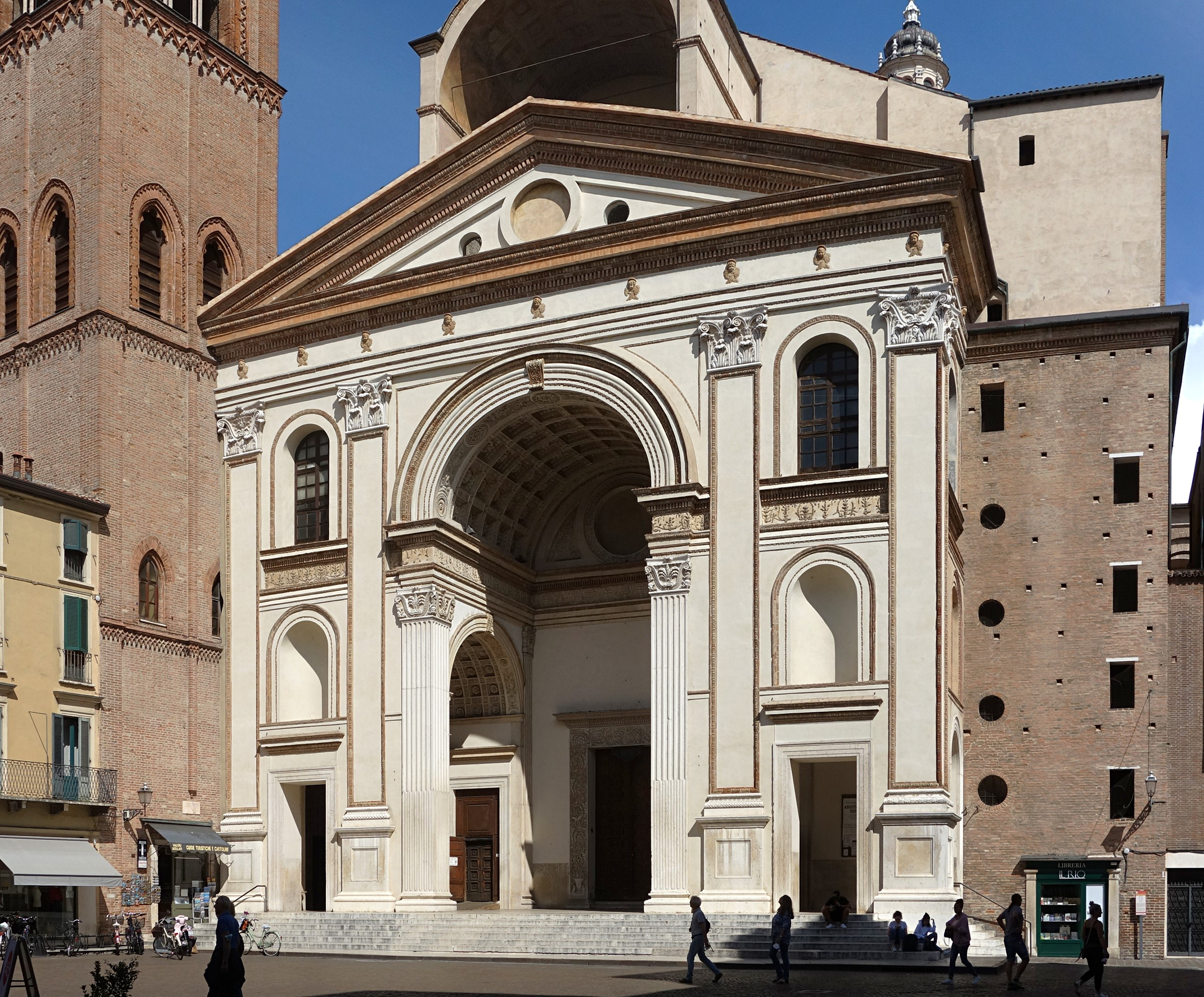
Renascença, Pilastras coríntias da Basílica de Sant'Andrea, Mântua, Itália, Leon Battista Alberti, iniciadas em c. 1450
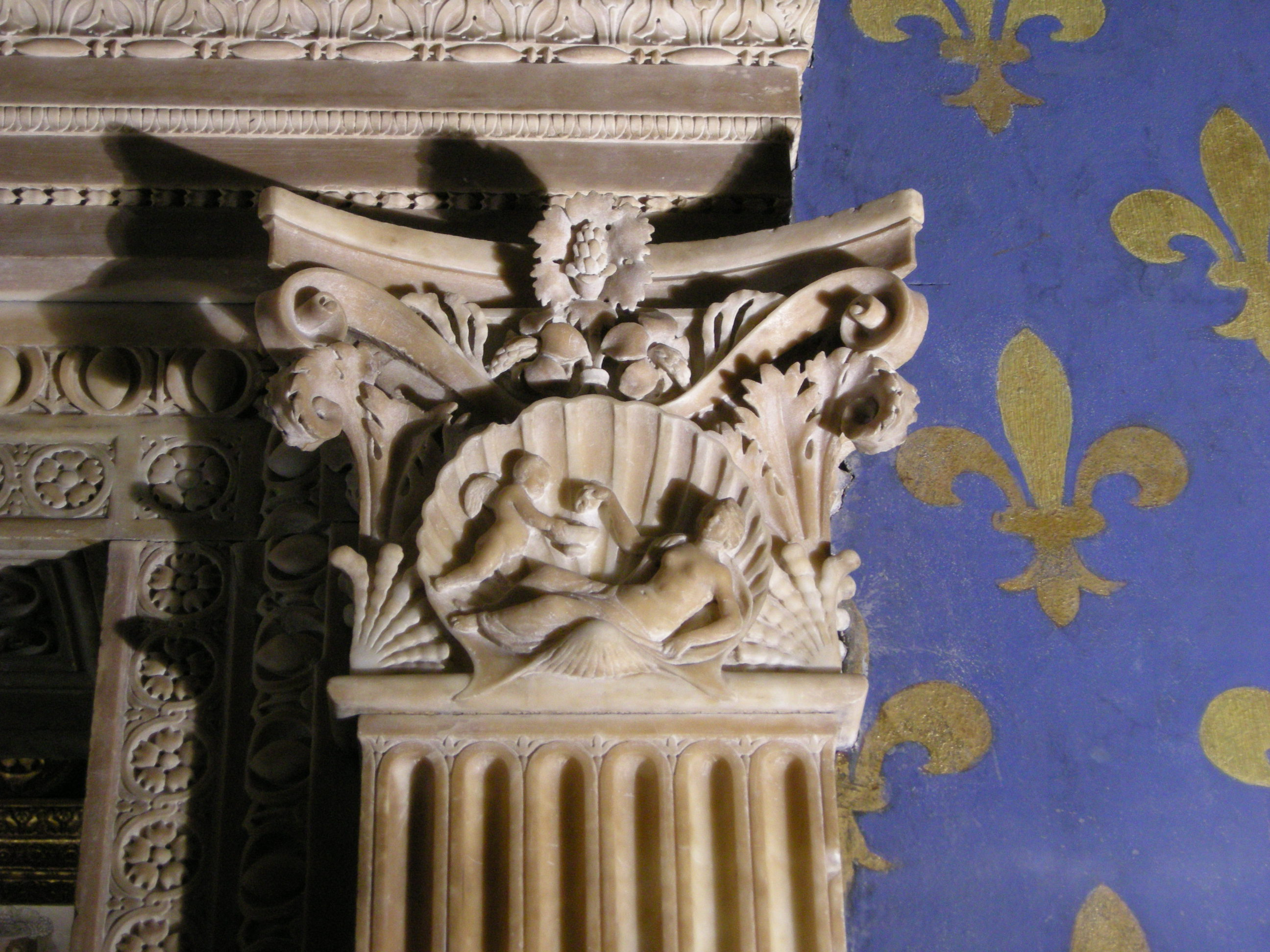
Renascimento, reinterpretação da ordem coríntia, com capitel com Vénus e Eros, na Sala dei Gigli, Palazzo Vecchio, Florença , Itália, por Benedetto da Maiano, 1476–1481.
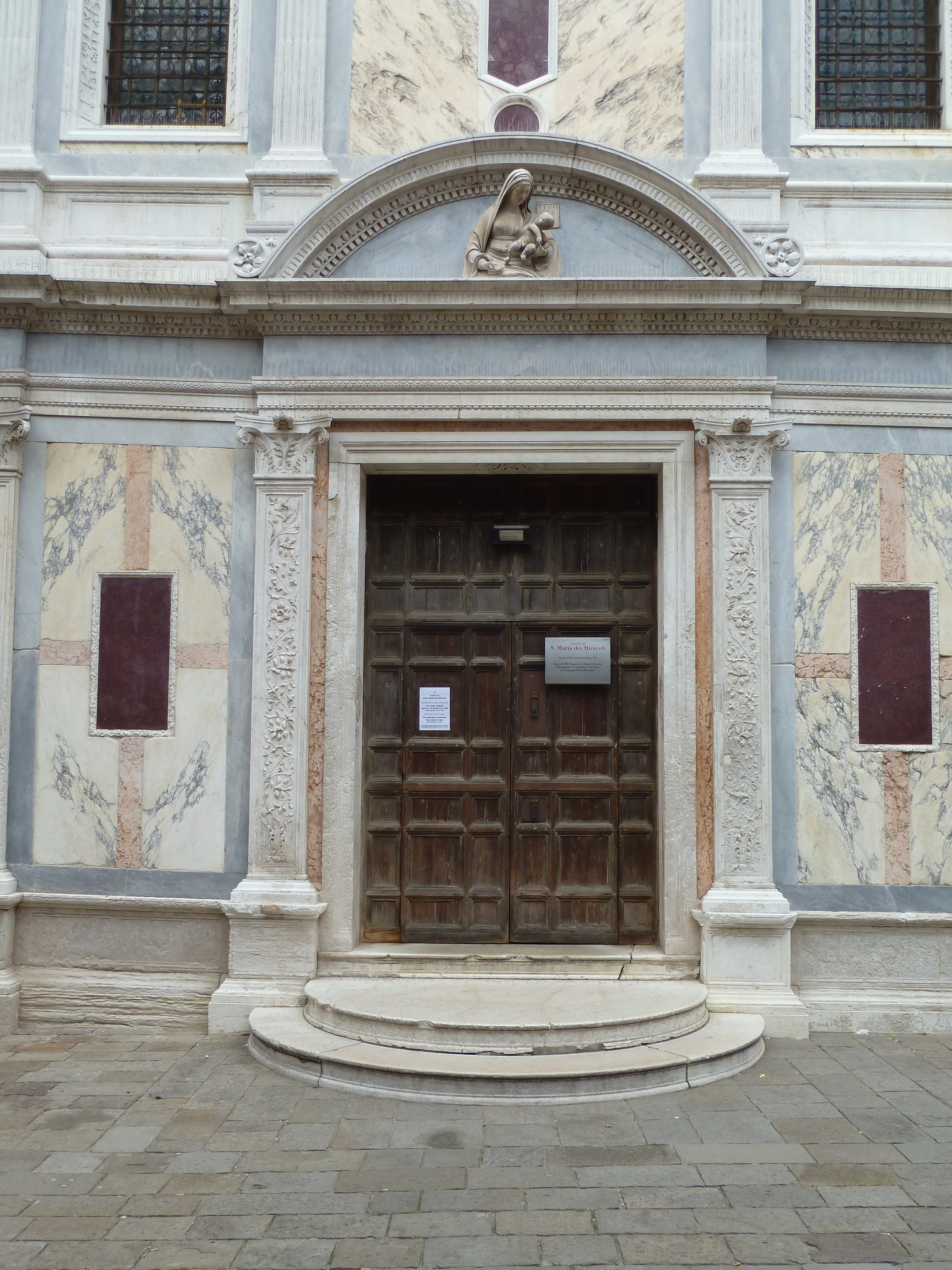
Pilastras coríntias renascentistas da entrada da Santa Maria dei Miracoli, Veneza, de Pietro Lombardo, 1481–1489
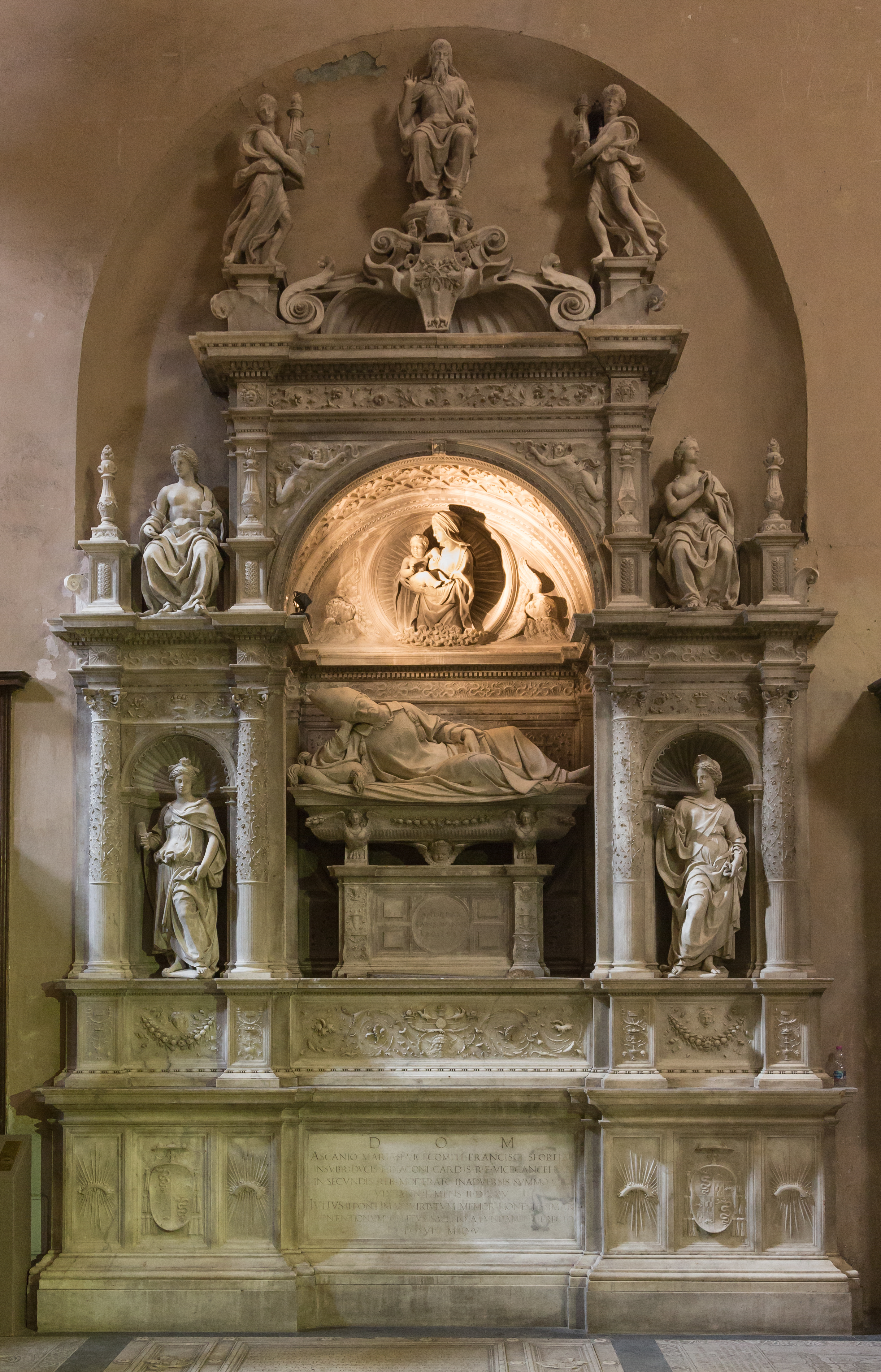
Colunas coríntias renascentistas do túmulo de Ascanio Maria Sforza, Santa Maria del Popolo, Roma, por Andrea Sansovino, c.1505
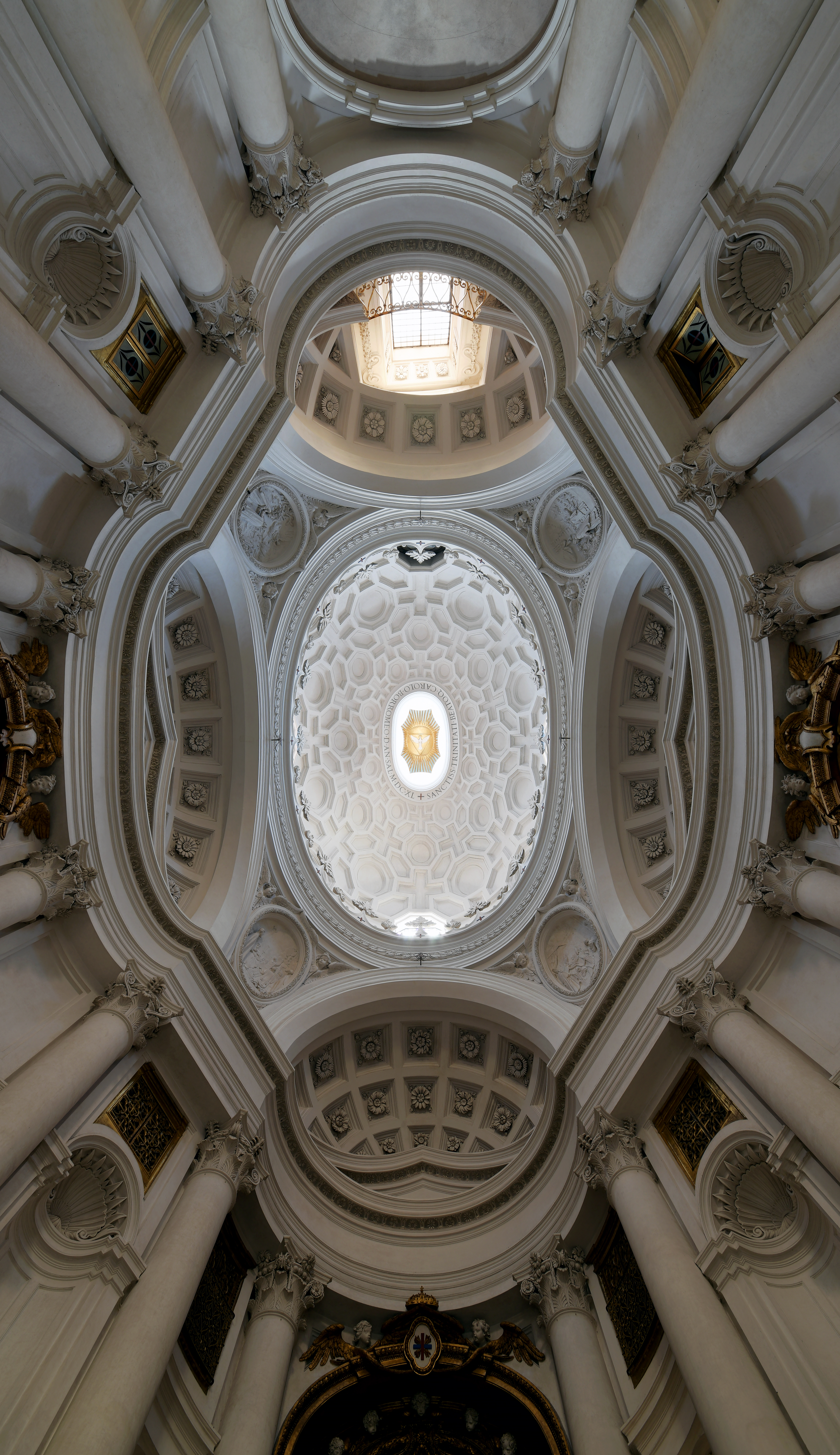
Barroco Capitéis de colunas coríntias em San Carlo alle Quattro Fontane, Roma, por Francesco Borromini, 1638–1677
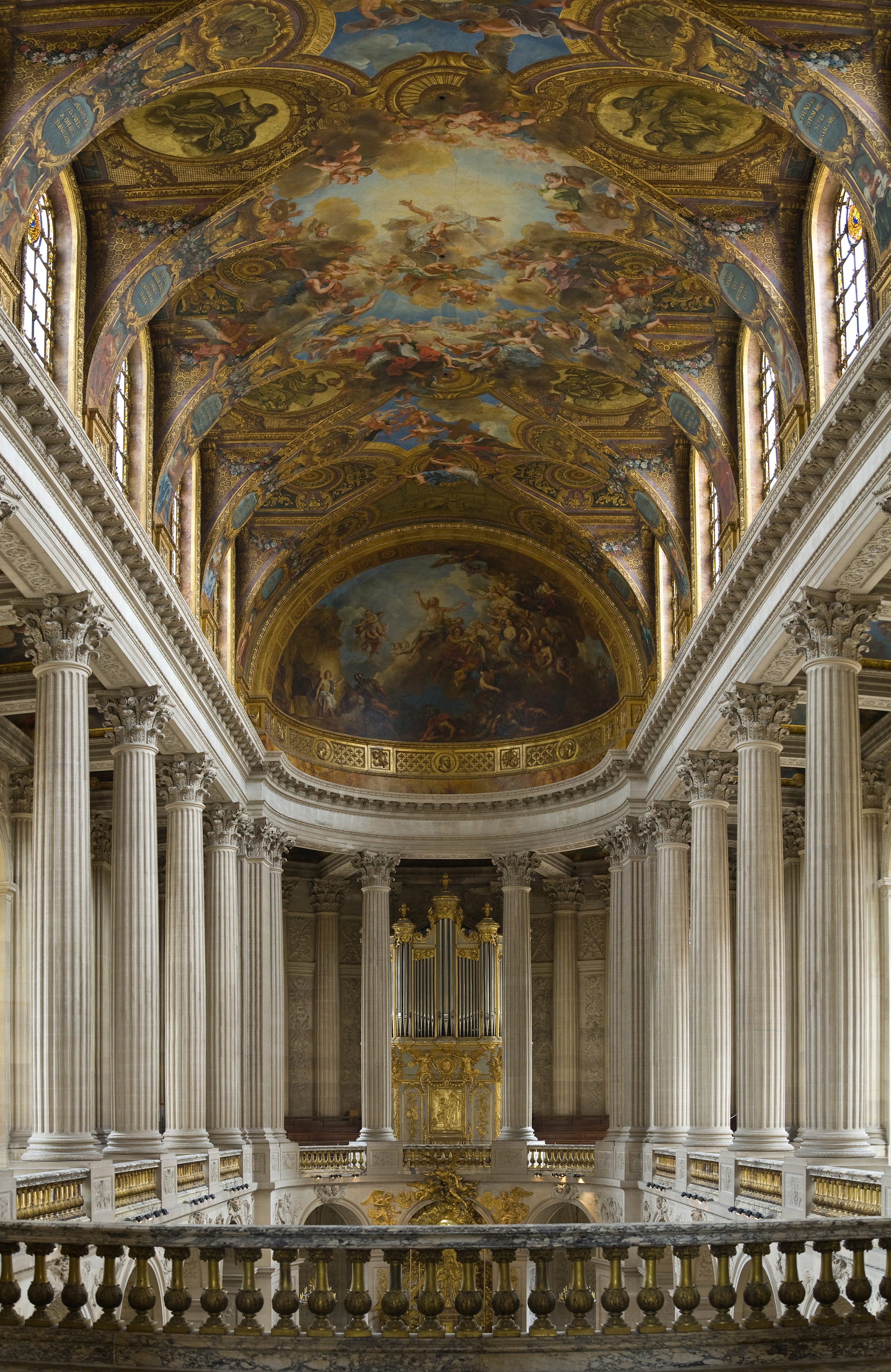
Colunas barrocas coríntias na Capela do Palácio de Versalhes, 1696–1710
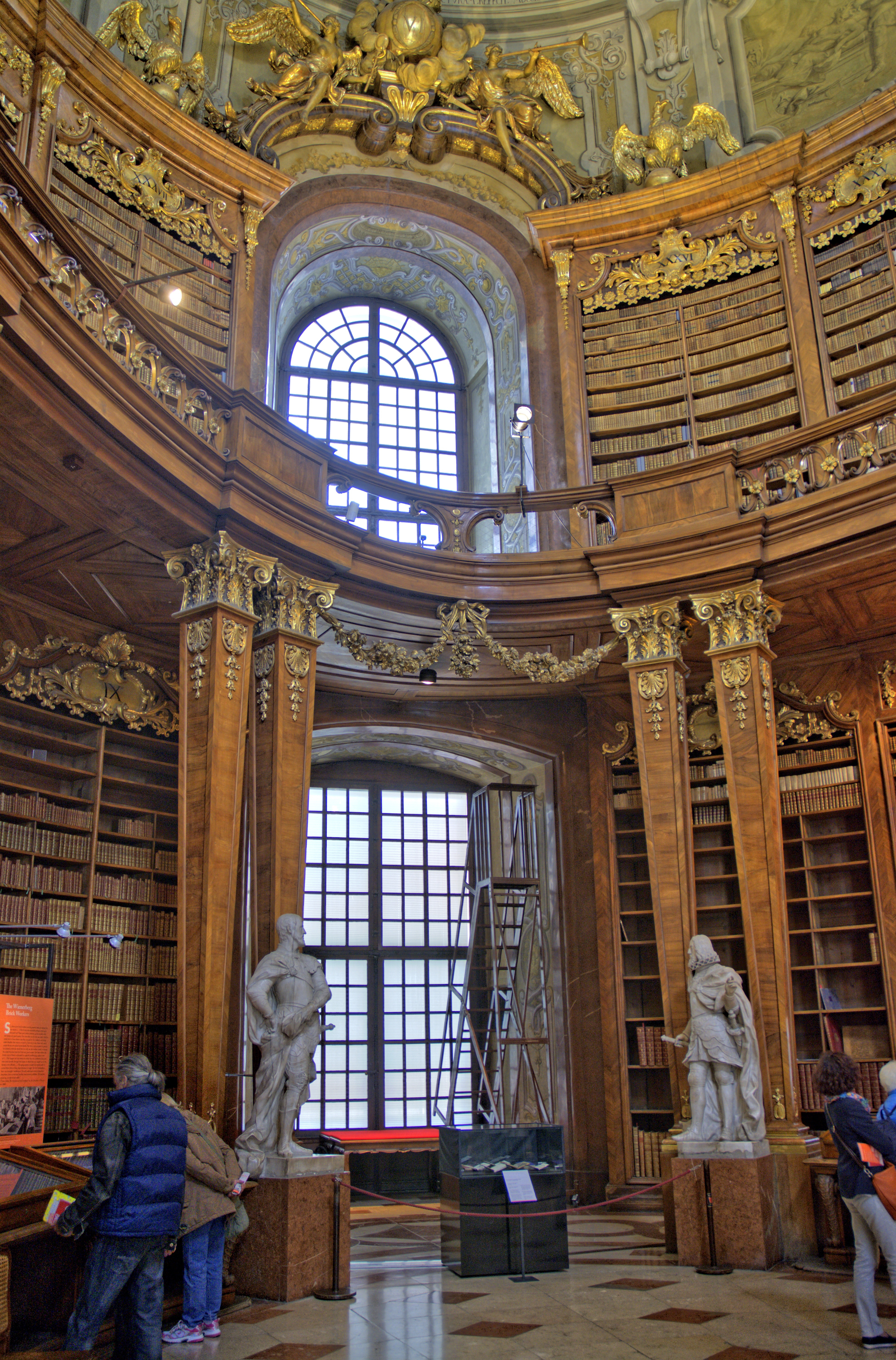
Colunas coríntias barrocas estilizadas na Biblioteca Nacional Austríaca, Hofburg, Viena, Áustria, desenhadas por Johann Bernhard Fischer von Erlach em c.1716 – 1720, construído em 1723–1726
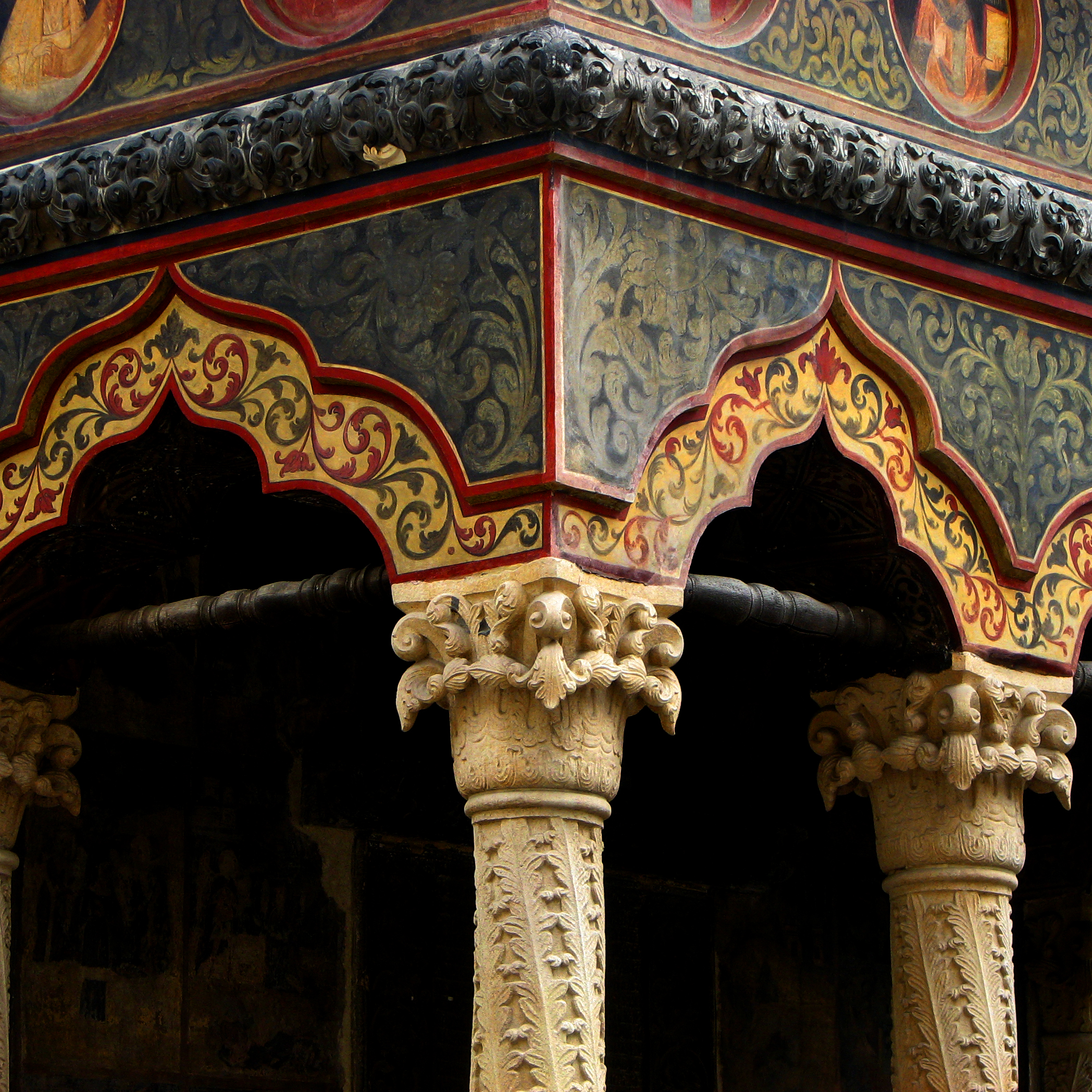
Brâncovenesc Capiteis coríntios da Igreja Mosteiro de Stavropoleos, Bucareste, Roménia, arquiteto desconhecido, 1724
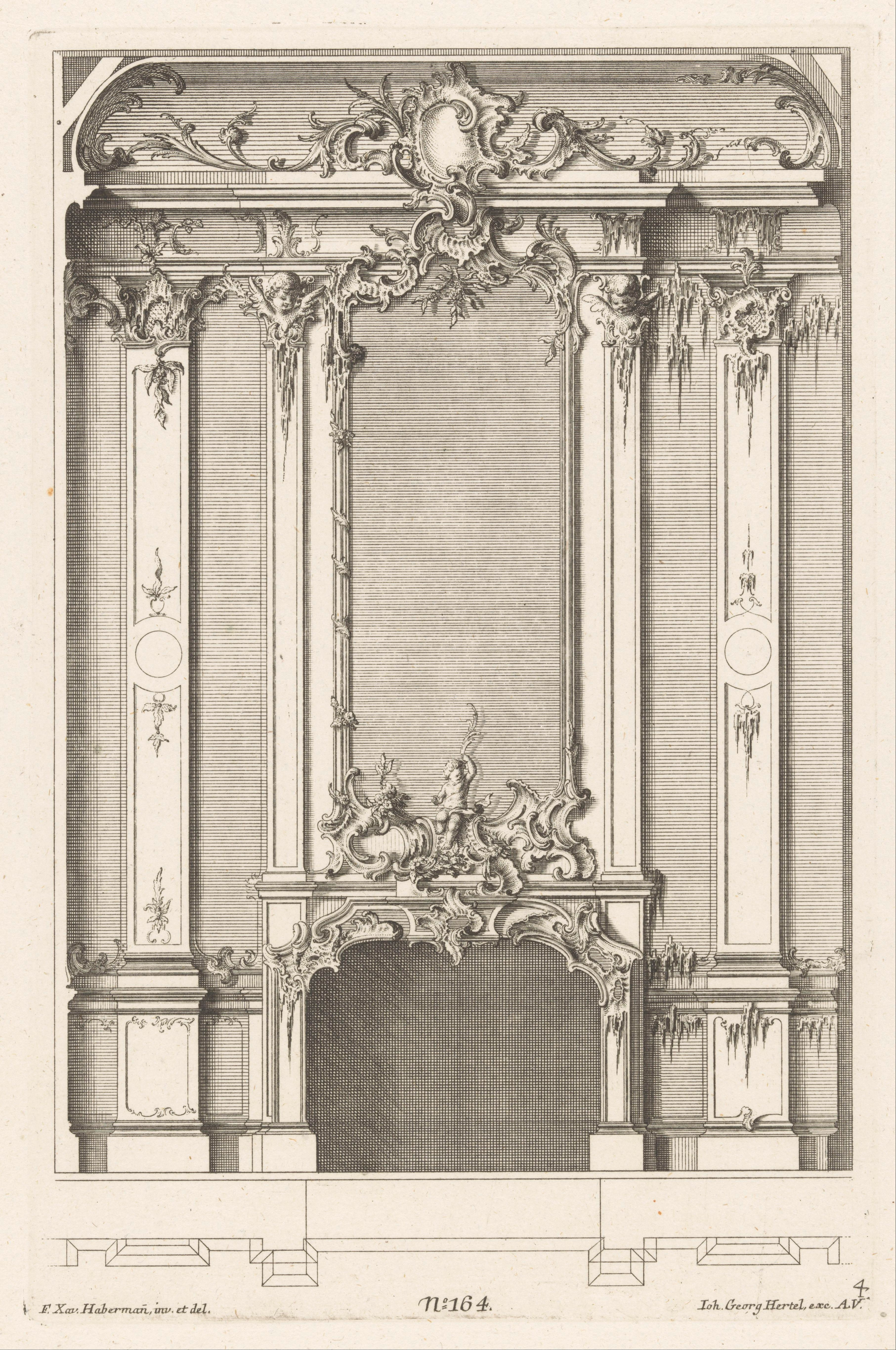
Rococó reinterpretações da ordem coríntia num projeto de interior, por Franz Xaver Habermann, 1731–1775, gravura sobre papel, Rijksmuseum, Amesterdão, a Holanda
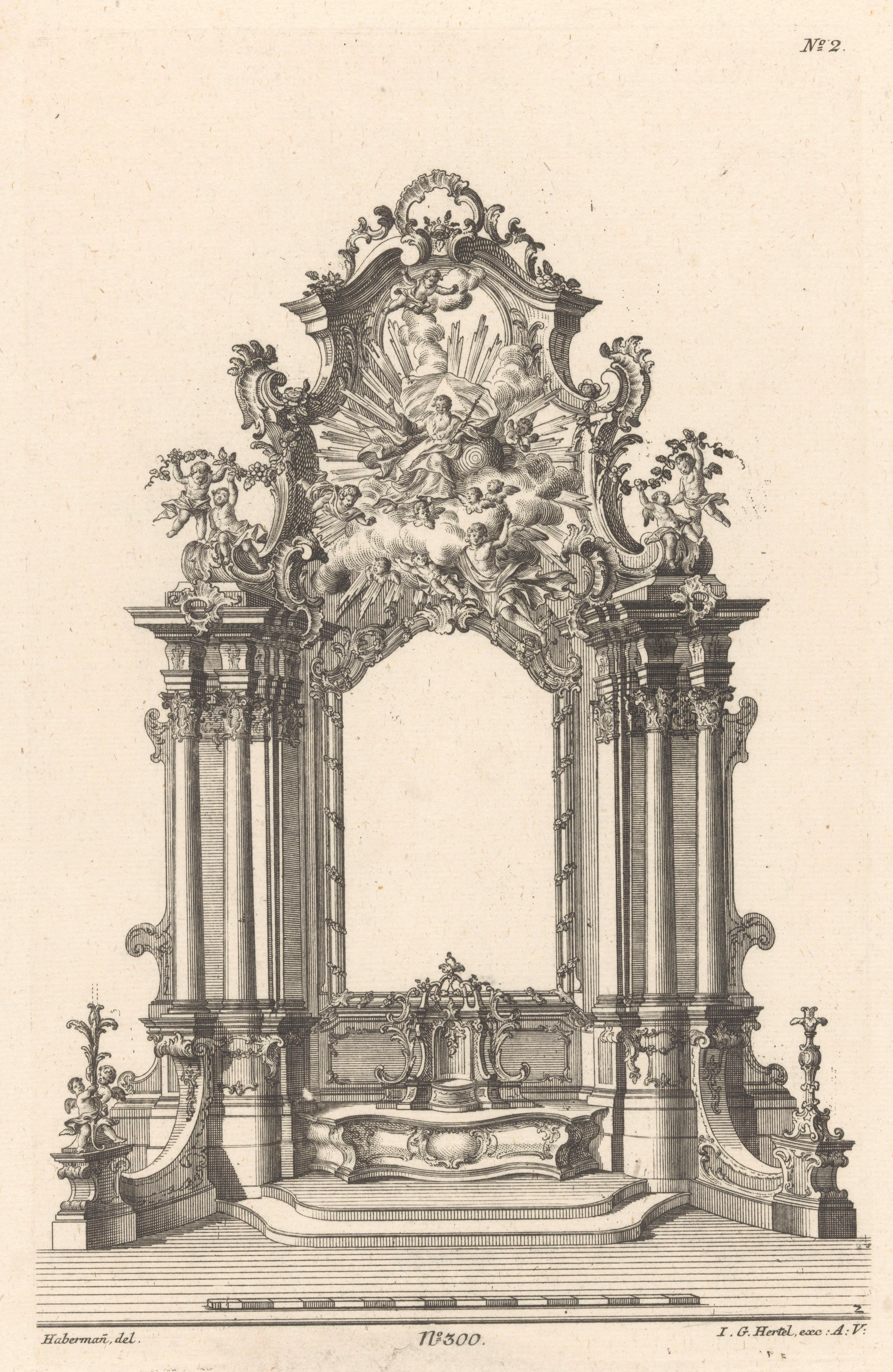
Reinterpretações rococó da ordem coríntia em desenho de altar, com capitéis assimétricos e acantos mais sinuosos em forma de S, de Franz Xaver Habermann, 1740–1745, água-forte sobre papel, Rijksmuseum
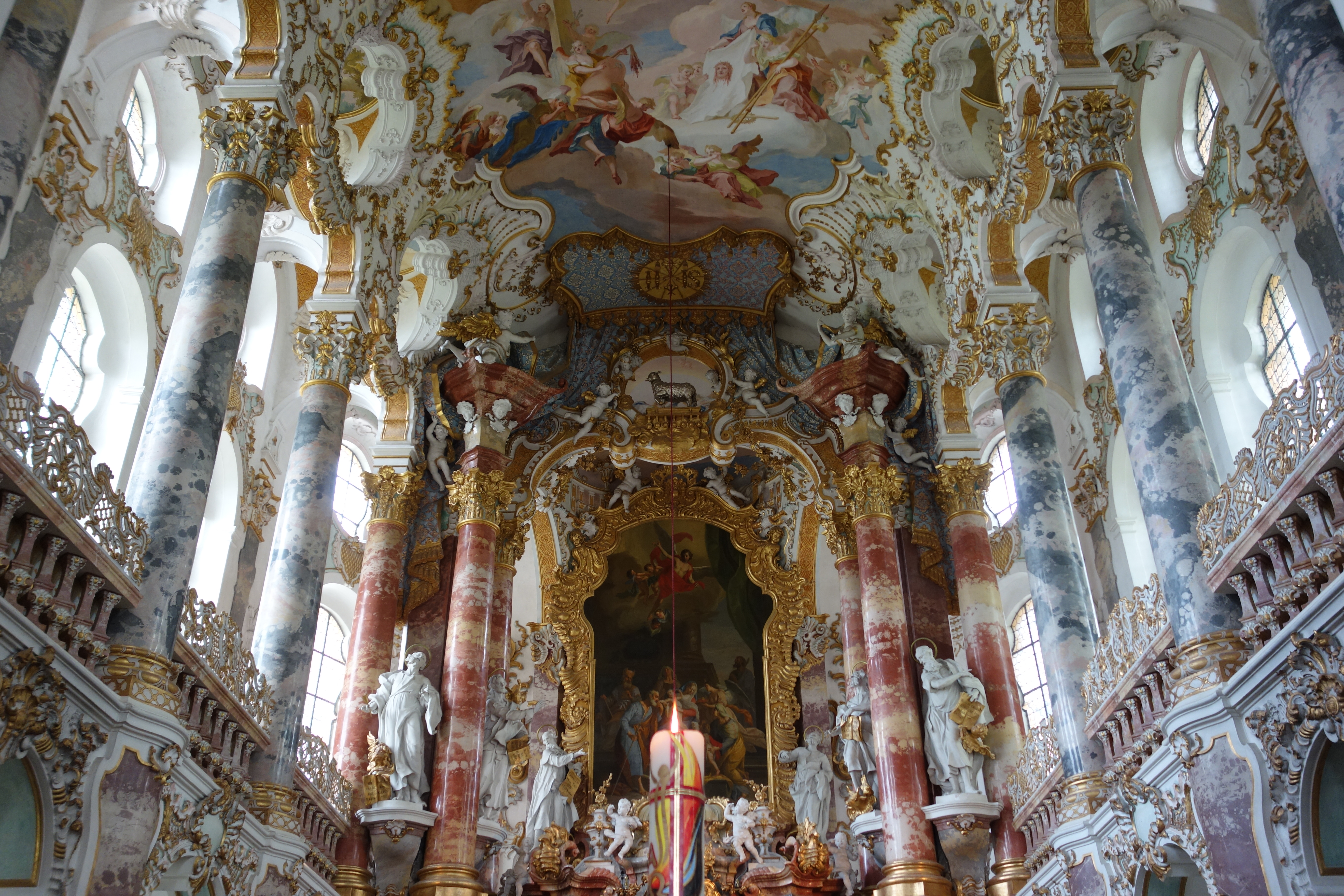
Reinterpretações rococó da ordem coríntia na Igreja de Peregrinação de Wies, Steingaden, Alemanha, por Dominikus e Johann Baptist Zimmermann, 1746-1754
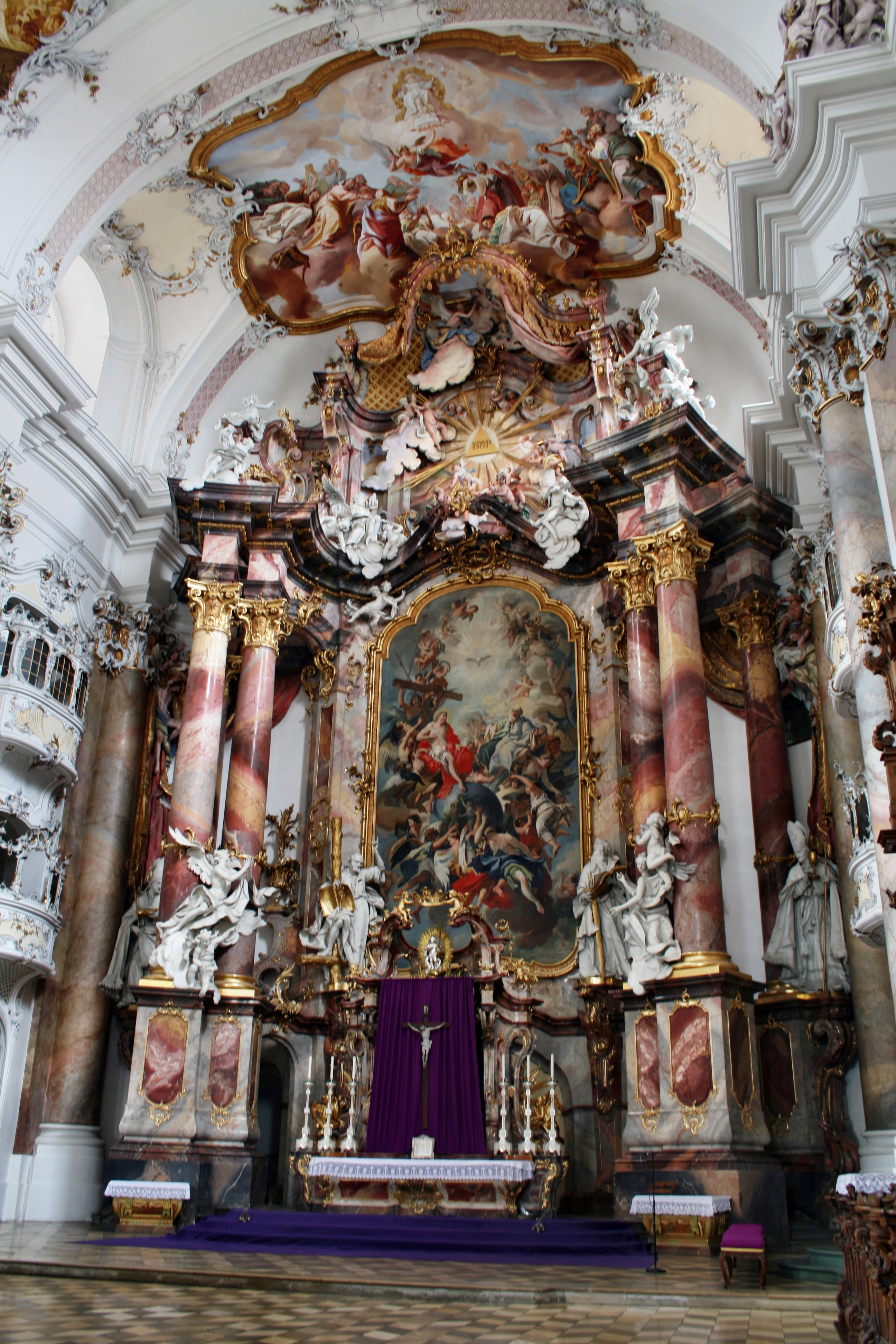
Reinterpretações rococó da ordem coríntia no altar-mor da igreja da abadia de Ottobeuren, Alemanha, por Johann Michael Fischer, 1748-1754
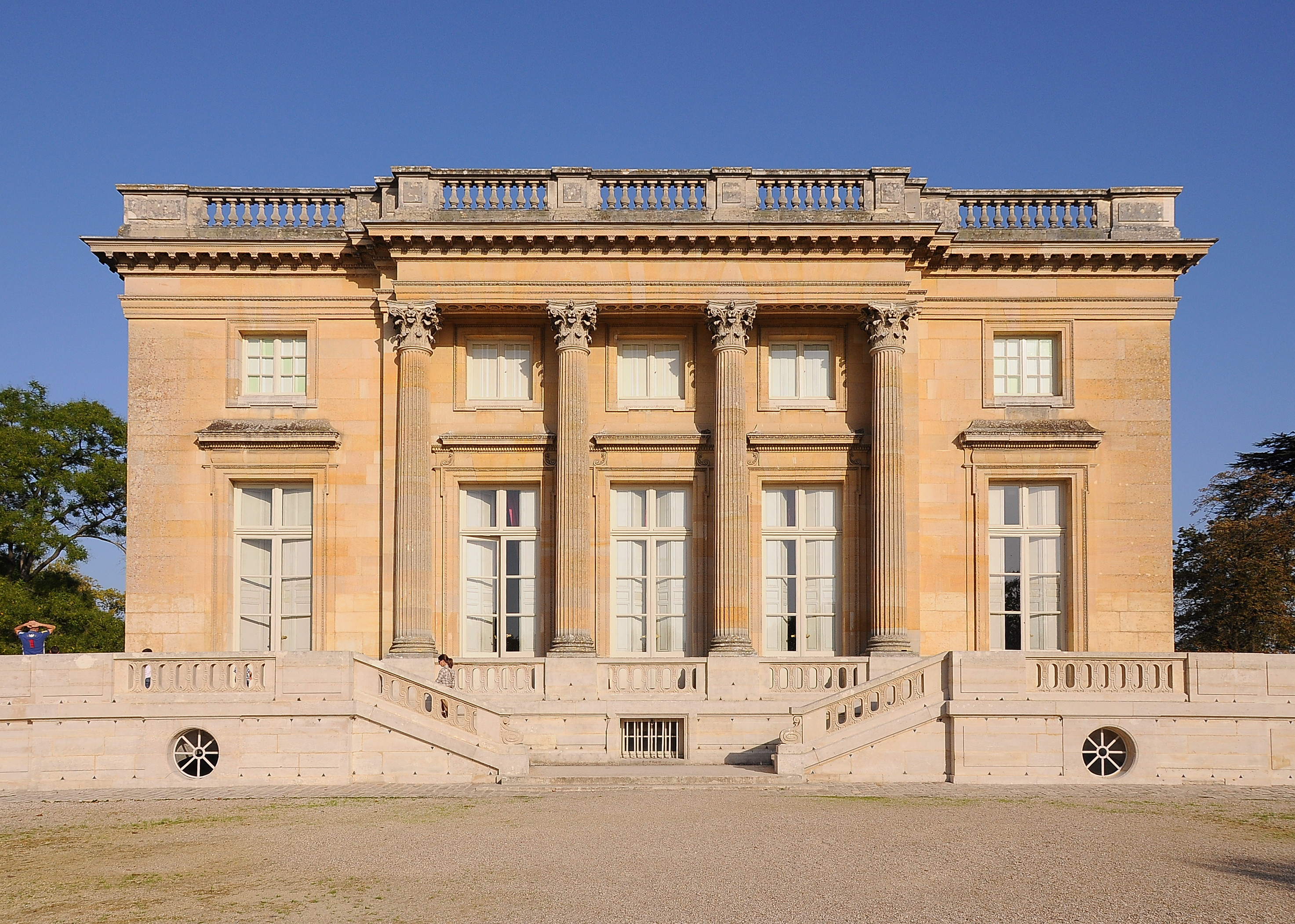
Arquitetura neoclássica Colunas coríntias no Petit Trianon, Versalhes, de Ange-Jacques Gabriel, 1764
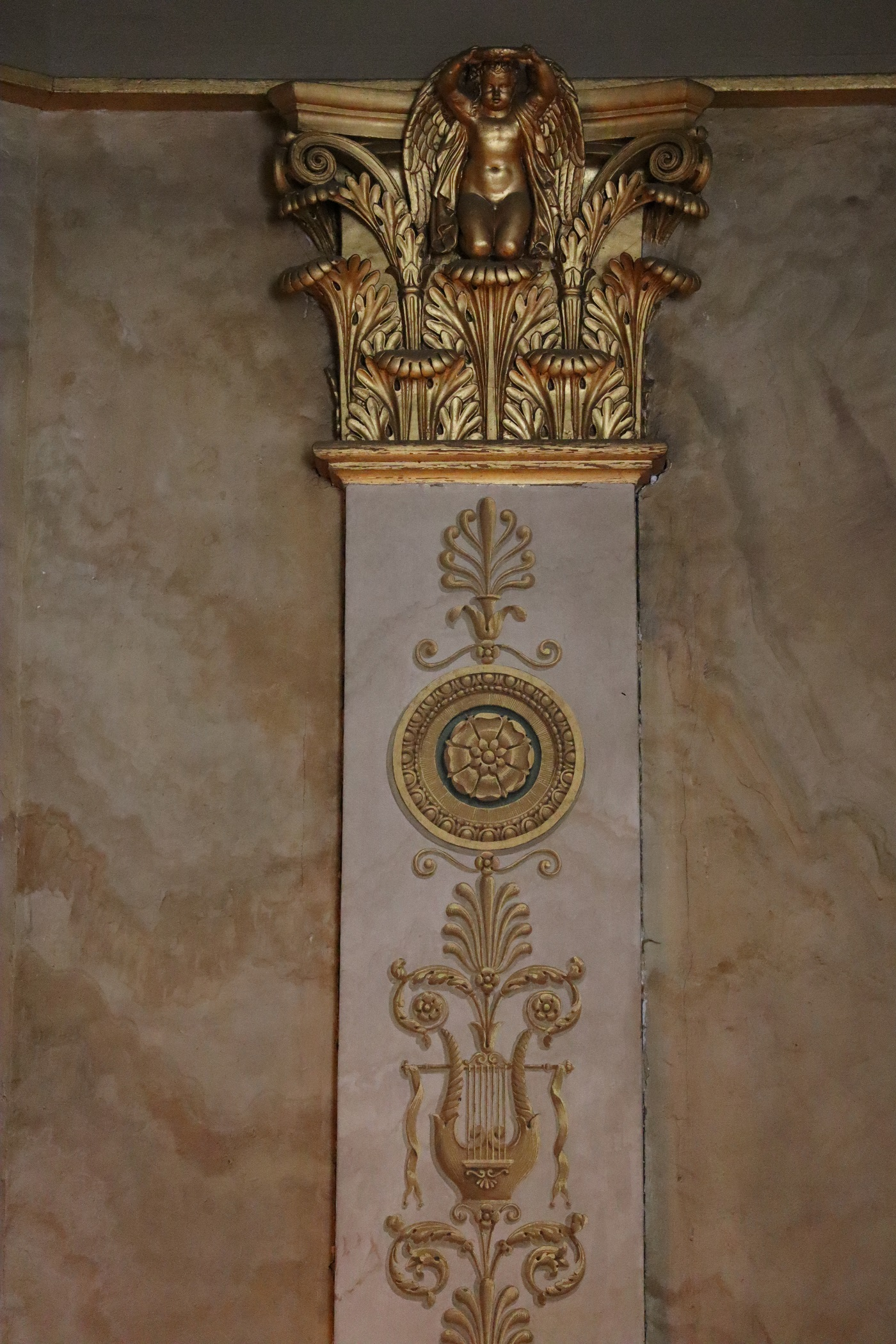
Pilastra coríntia neoclássica no Salon des dames d'honneur, Château de Compiègne, Compiègne, França, arquiteto desconhecido, c.1810
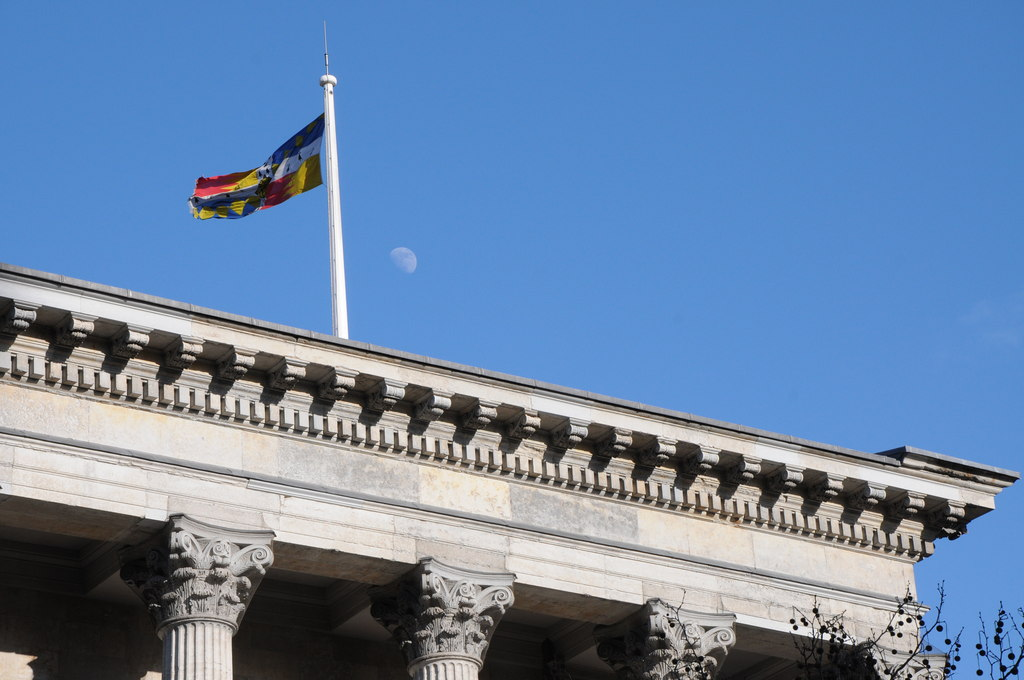
Capiteis coríntios neoclássicos da Câmara Municipal de Birmingham, Birmingham, Reino Unido, inspirados nos do Templo de Castor e Pólux em Roma, de Joseph Hansom e Edward Welch, 1834
Arquitetura neo-grega Colunas coríntias do Sturdivant Hall, Selma, Alabama, EUA, inspiradas nas da Torre dos Ventos, por Thomas Helm Lee, 1852–1856
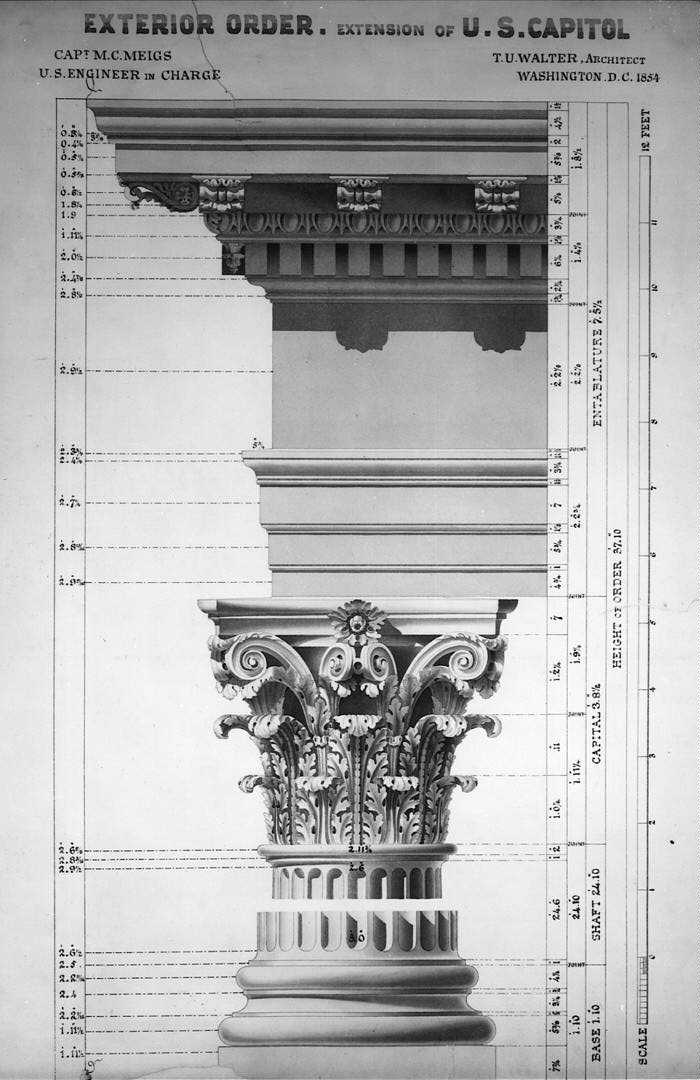
A ordem neoclássica coríntia usada na extensão do Capitólio dos Estados Unidos em 1854: o fuste da coluna foi omitido
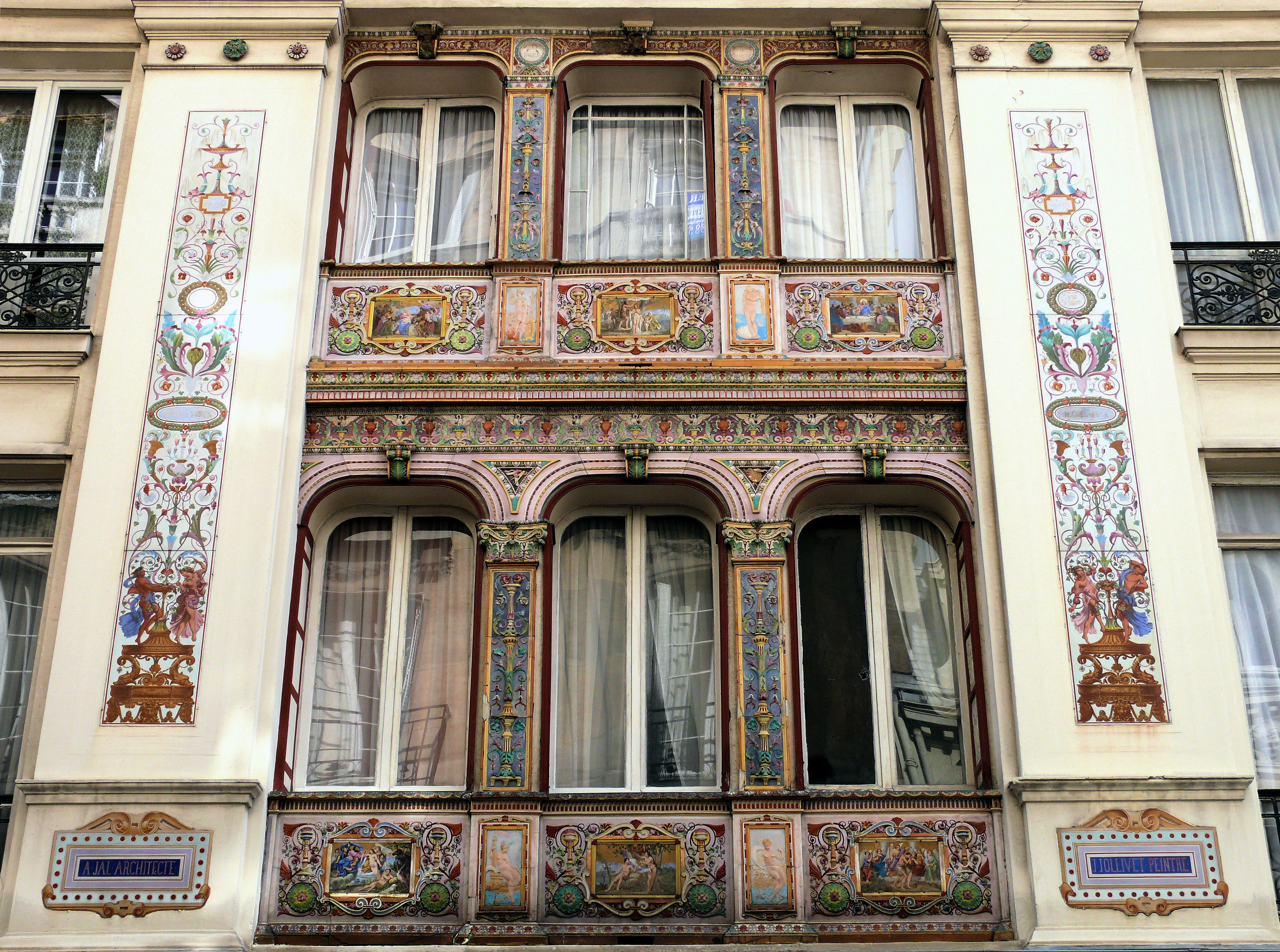
Renascimento, pilastras coríntias de cerâmica policromada de Cité Malesherbes no. 11 (piso inferior), Paris, arquiteto Antoine Anatole Jal e pintor Pierre-Jules Jollivet, 1858
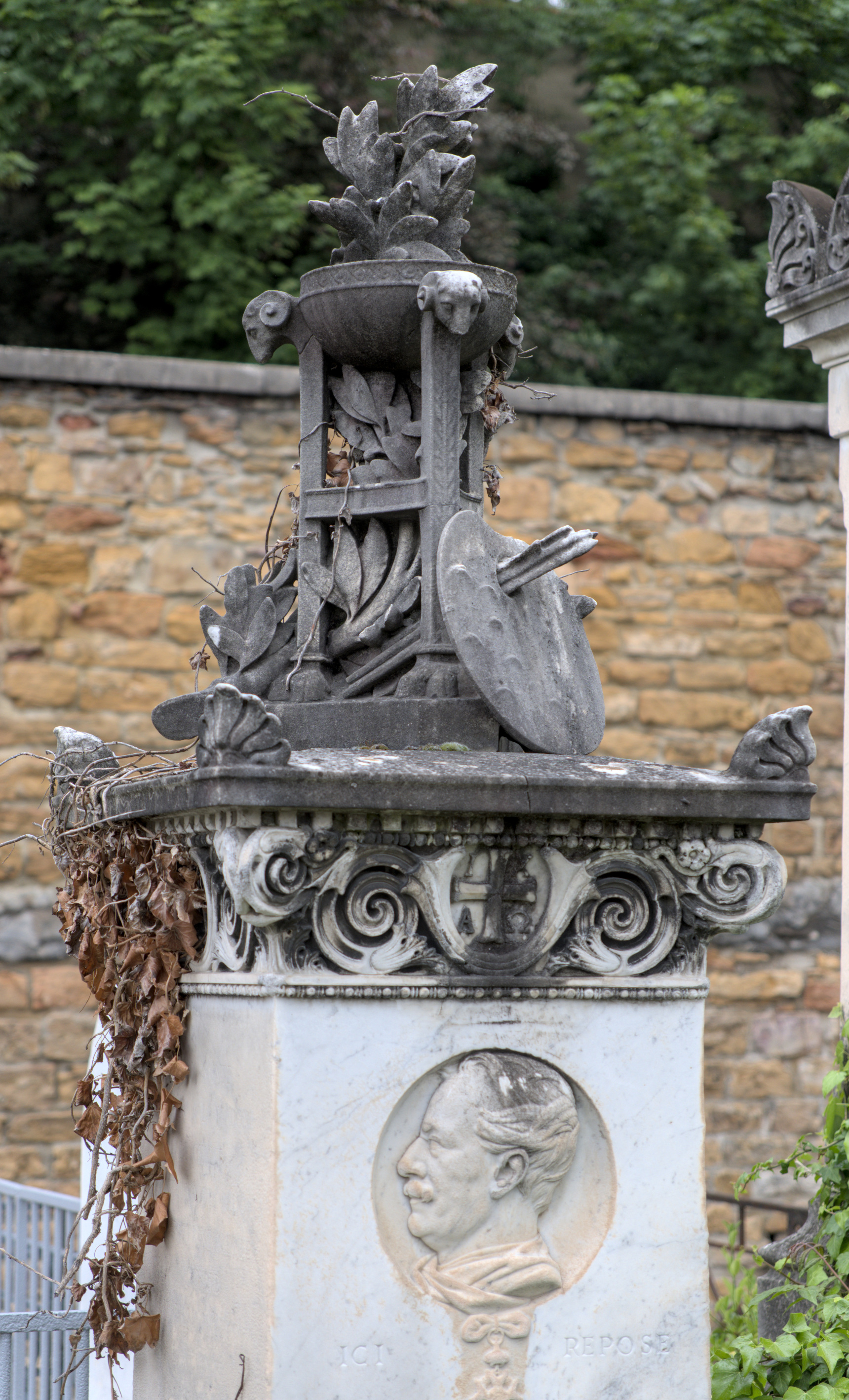
Reinterpretação neoclássica da capitel coríntia no túmulo de Claude Bonnefond, Cemitério de Loyasse, Lyon, França, desenhada por Antoine-Marie Chenavard e esculpida por Guillaume Bonnet, c.1860
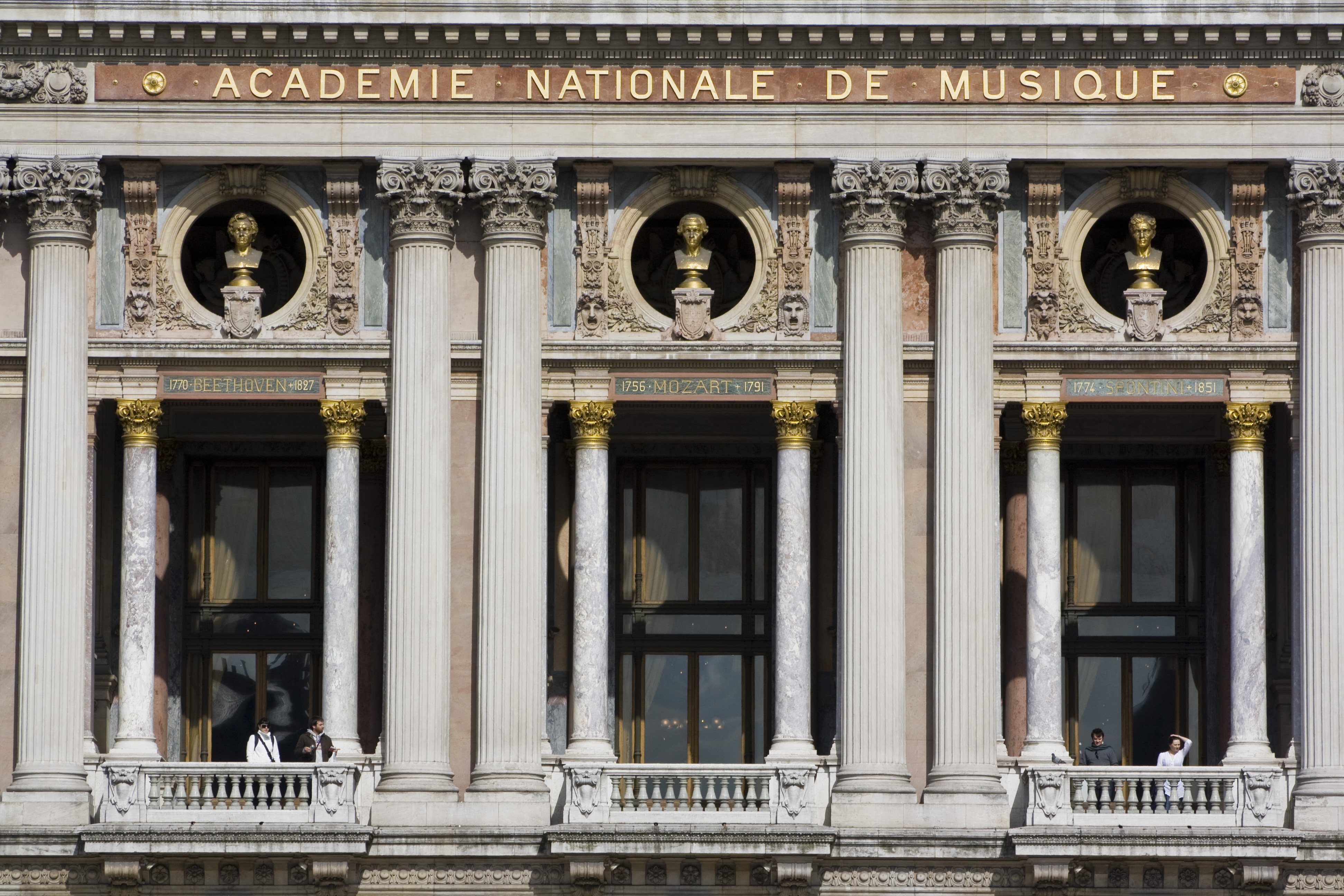
Beaux Arts Colunas coríntias na fachada do Palais Garnier, Paris, por Charles Garnier, 1861–1874
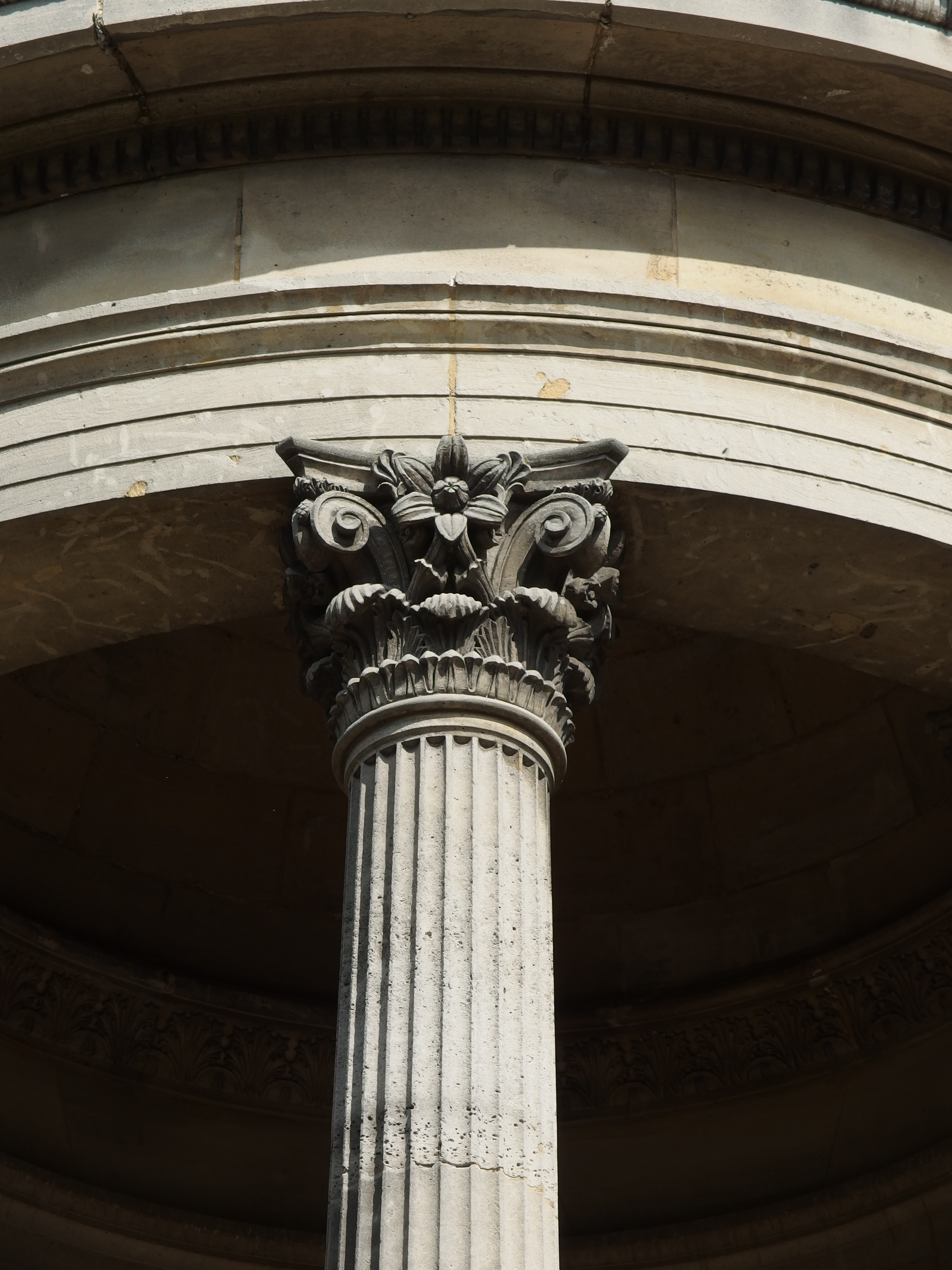
capitel coríntia neoclássica do Temple de la Sibylle, Parc des Buttes Chaumont, Paris, fortemente inspirada nas do Templo de Vesta em Tivoli, de Gabriel Davioud, 1866
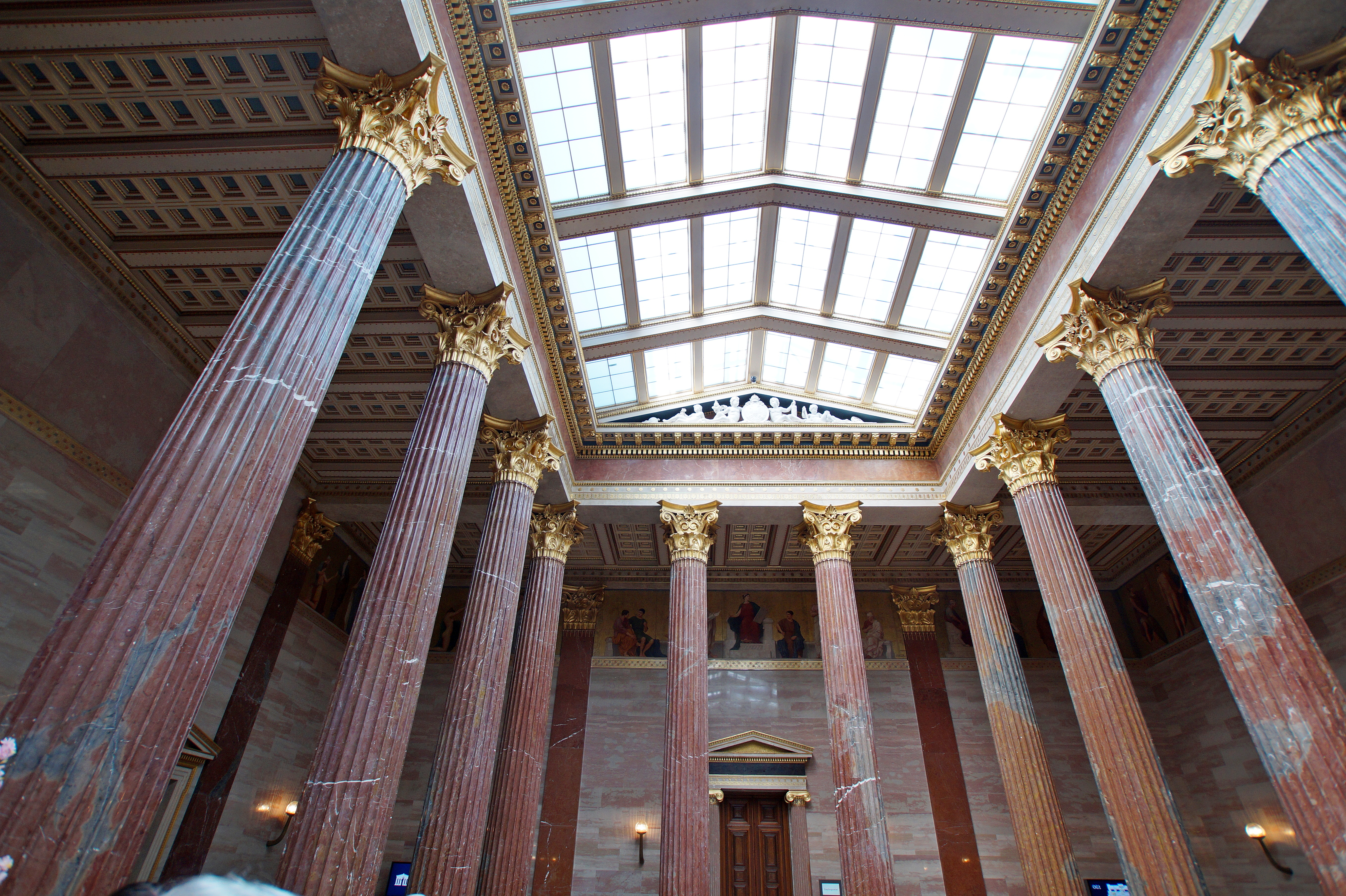
Arquitetura neo-grego Colunas coríntias no Edifício do Parlamento Austríaco, Viena, inspiradas nas do Monumento Corágico de Lisicrates, de Theophil von Hansen, 1873–1883
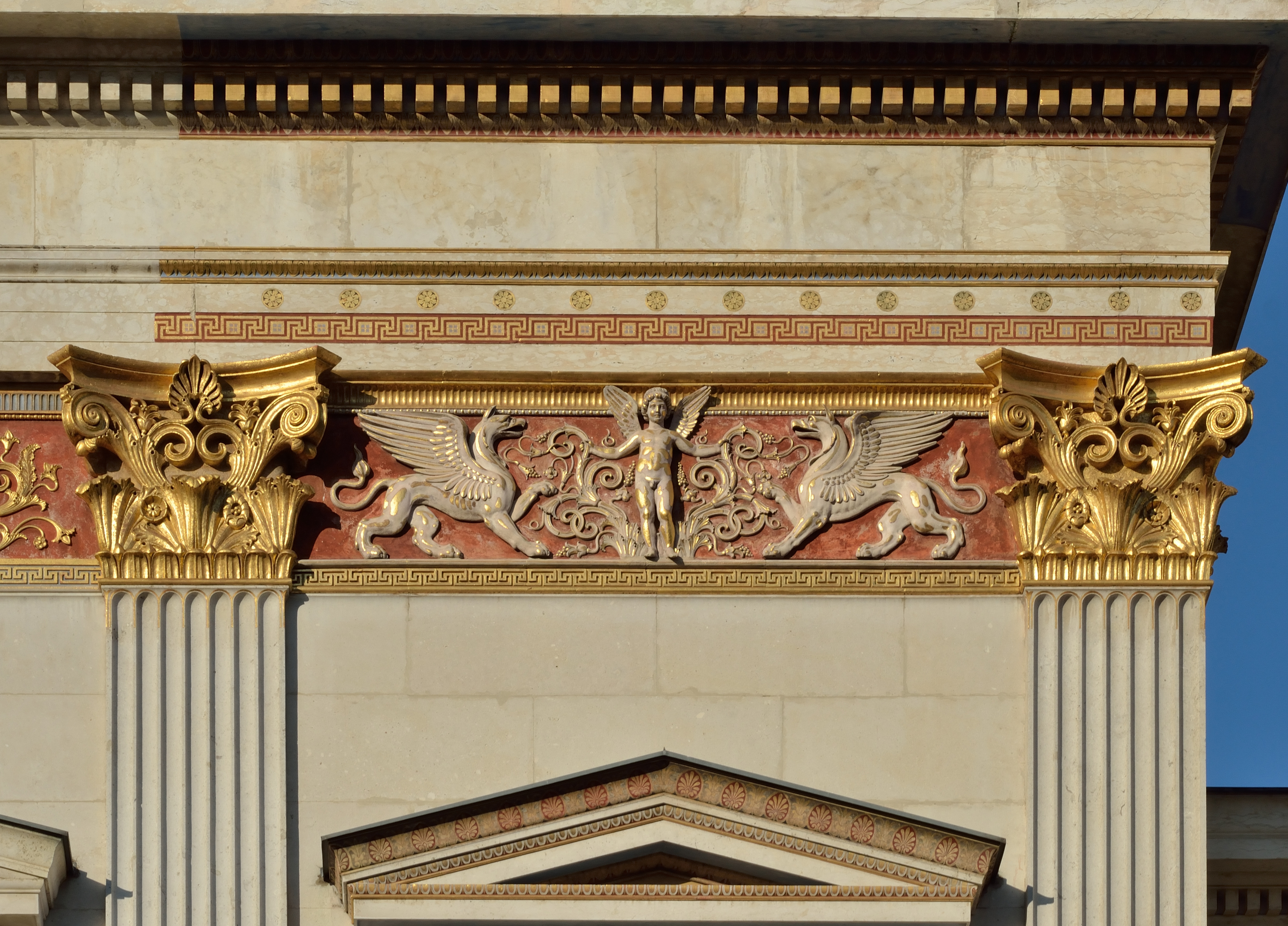
Capitéis de pilastra do neo-grego na fachada do edifício do Parlamento austríaco
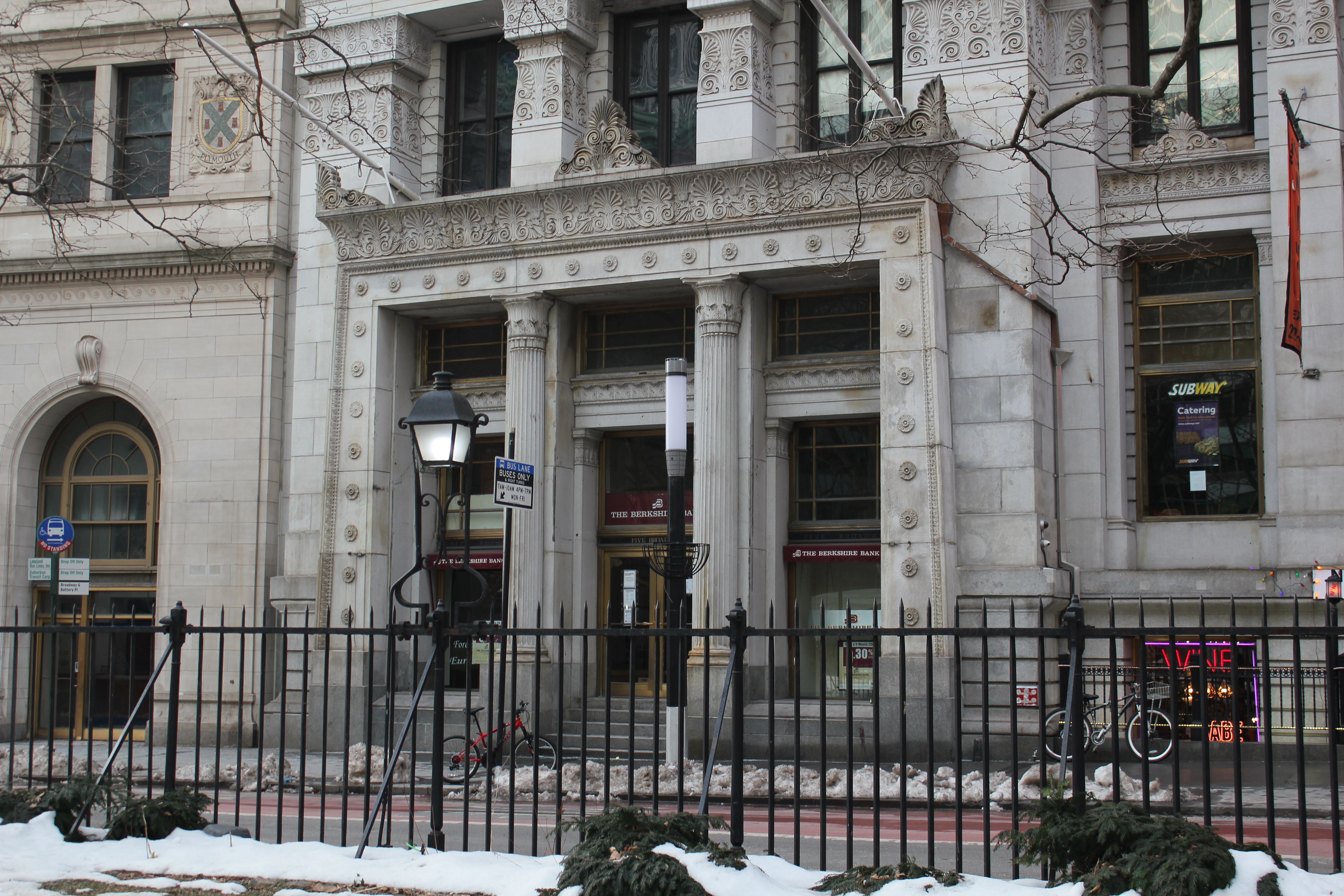
Colunas coríntias do neo-grego do Bowling Green Offices Building, cidade de Nova Iorque, uma mistura das da Torre dos Ventos e das do Monumento Corágico de Lisicrates, de W. & G. Audsley, 1895–1898
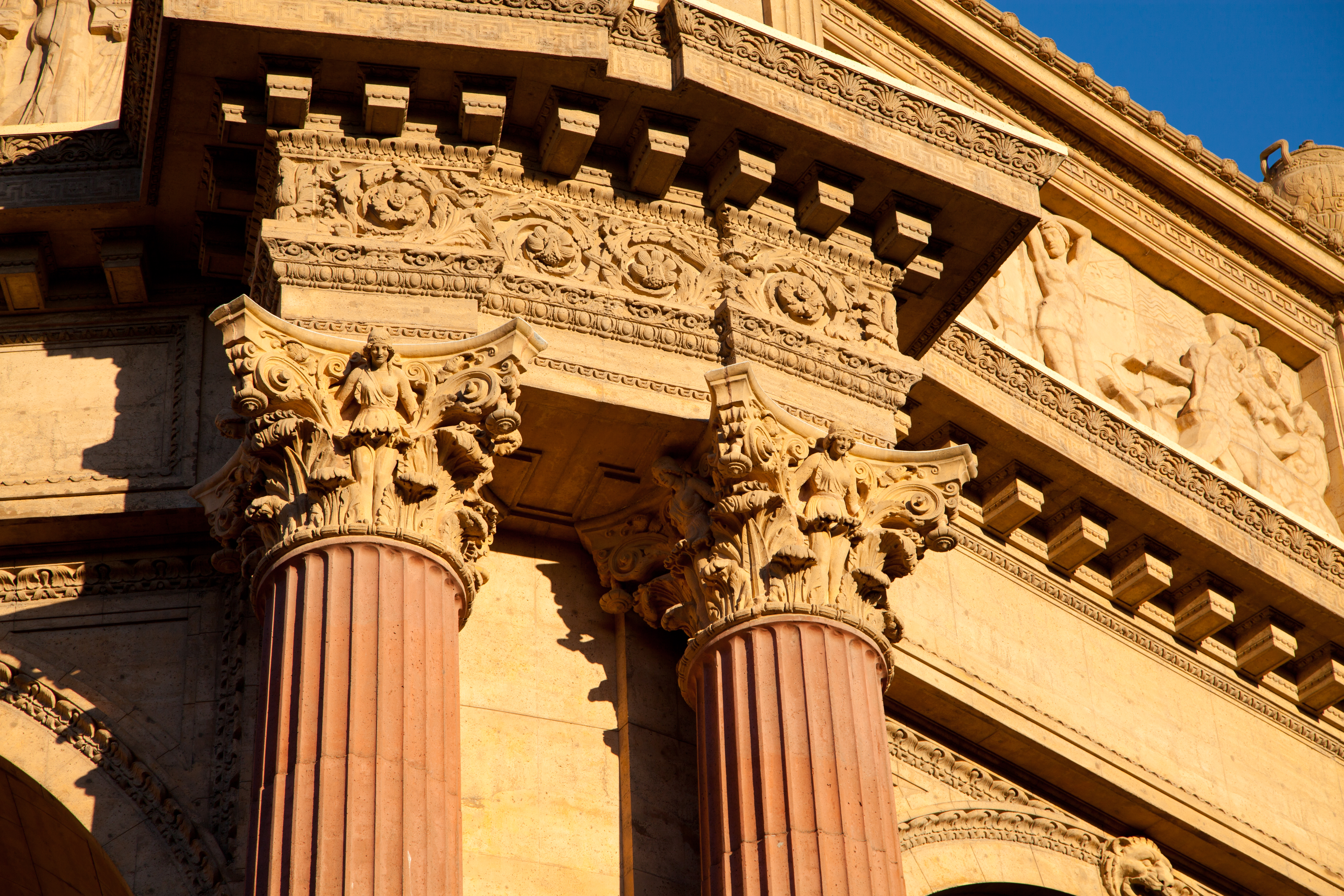
Reinterpretação Beaux-Arts da ordem coríntia na Rotunda do Palácio de Belas Artes, São Francisco, EUA, com figura completa na capitel, ovo e dardo no astragal que se encontra logo abaixo do capitel, e duas volutas extra mais pequenas e um elemento em forma de alça nas volutas canónicas do canto do capitel, por Bernard Maybeck, 1913–1915
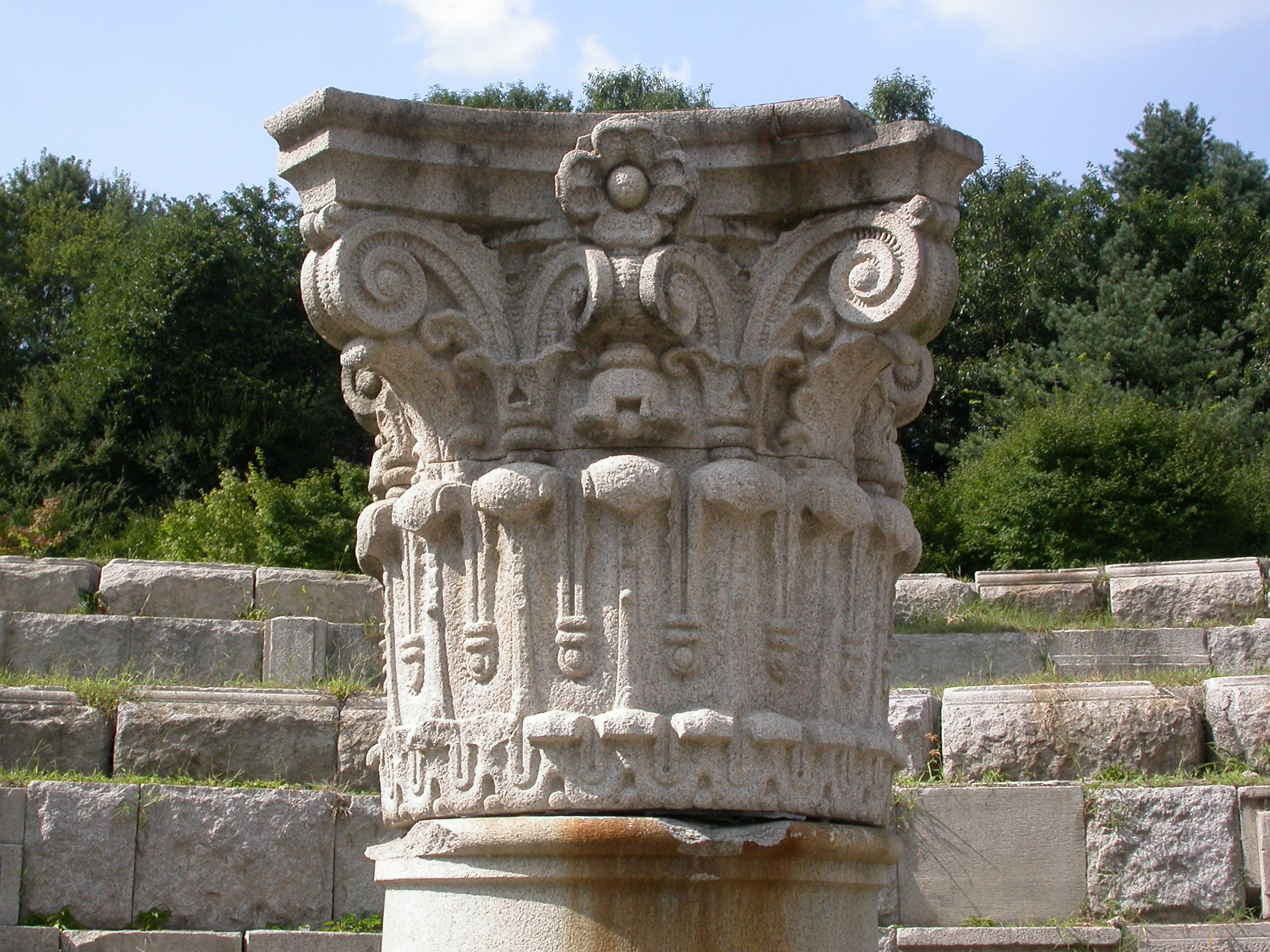
Coluna coríntia do Edifício do Governo Geral Japonês, 1926, Salão da Independência da Coreia, Cheonan
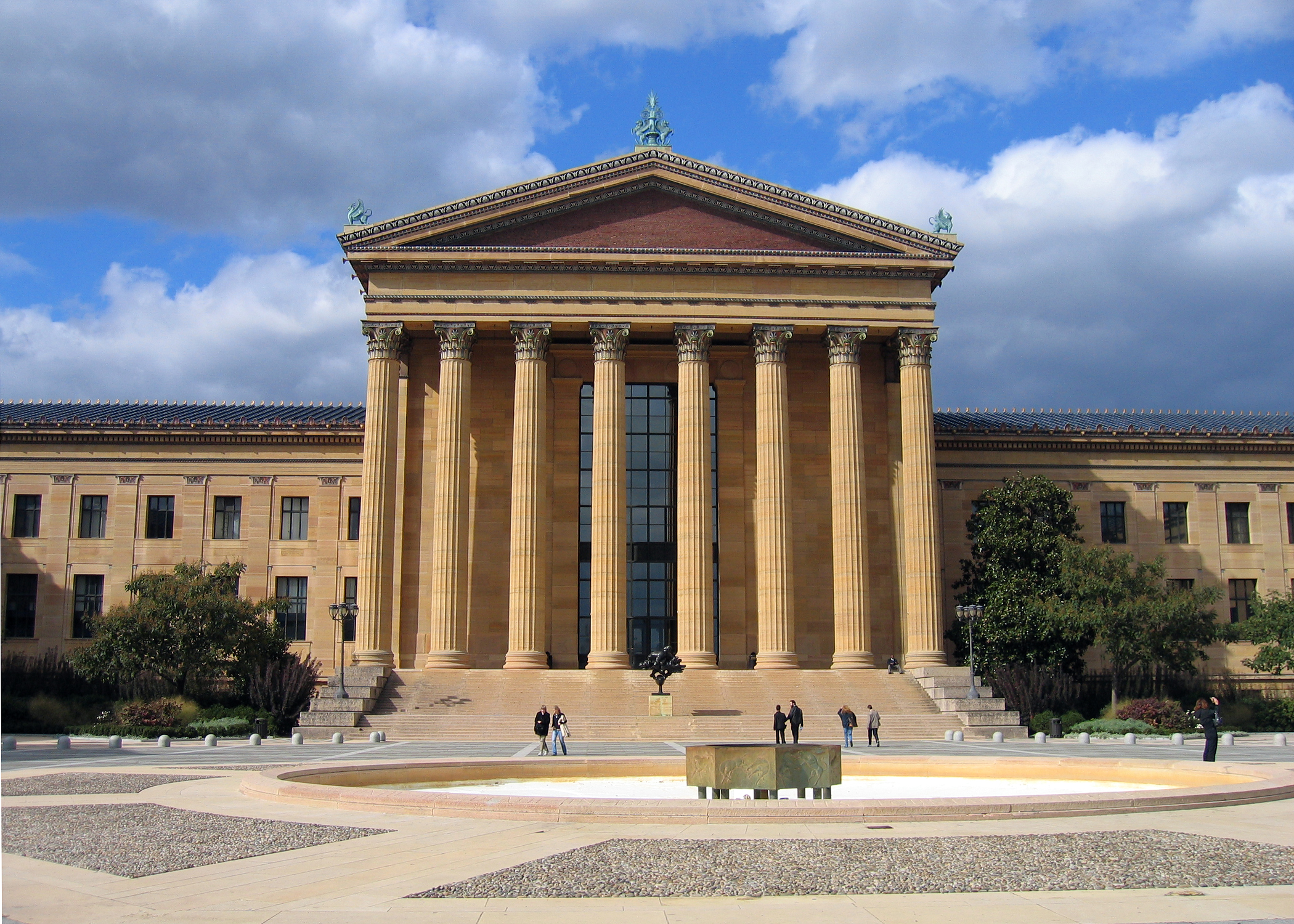
Colunas coríntias policromadas neoclássicas, entablamento e frontão do Filadelphia Museum of Art, Filadélfia, EUA, por Horace Trumbauer e Zantzinger, Borie & Medary, 1933
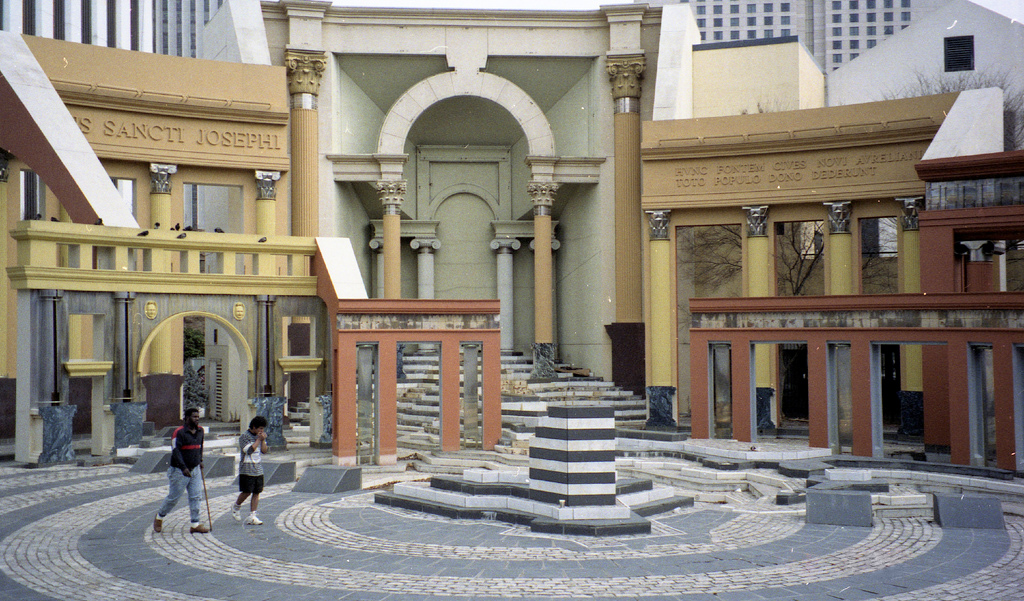
Pós-moderna Colunas coríntias da Piazza d'Italia, Nova Orleães, EUA, por Charles Moore , 1978–1979
Pós-moderna néon capitel coríntia na South Bay Galleria, Redondo Beach, Califórnia, EUA, por RTKL Associates e Theo Kondos Associados, 1985
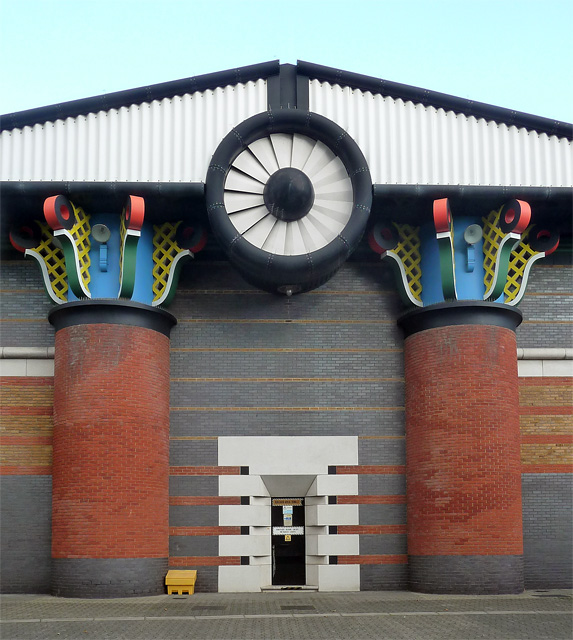
Colunas coríntias pós-modernas reinterpretadas da Cão Island Pumping Station, Londres, John Outram, 1988
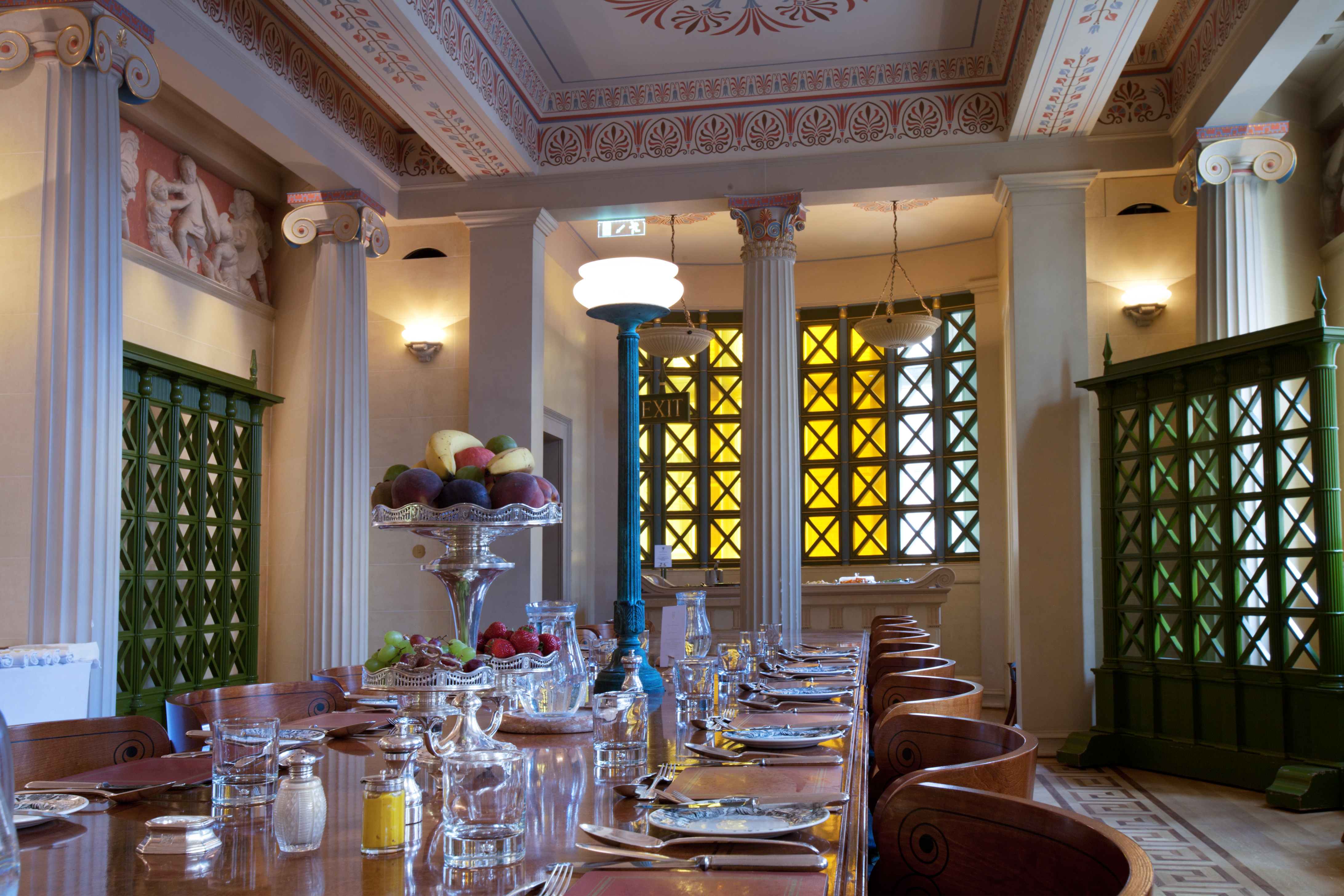
Nova Clássica Coluna coríntia do neogrego no Gonville and Caius College Hall, Cambridge, Reino Unido, inspirada na do Templo de Apolo em Bassas por John Simpson, 1998